# Ghisoni
Ghisoni est une commune située dans la circonscription départementale de la Haute-Corse et le territoire de la collectivité de Corse. Elle appartient à l'ancienne piève de Castello dont elle était le chef-lieu.

## Géographie

### Situation
La commune de Ghisoni est située sur la haute vallée du fleuve Fium'Orbu, entre une ligne de crêtes nord-sud culminant au Monte Renoso (2 352 m) et la Plaine orientale, dans le parc naturel régional de Corse.
Communes limitrophes

### Géologie et relief

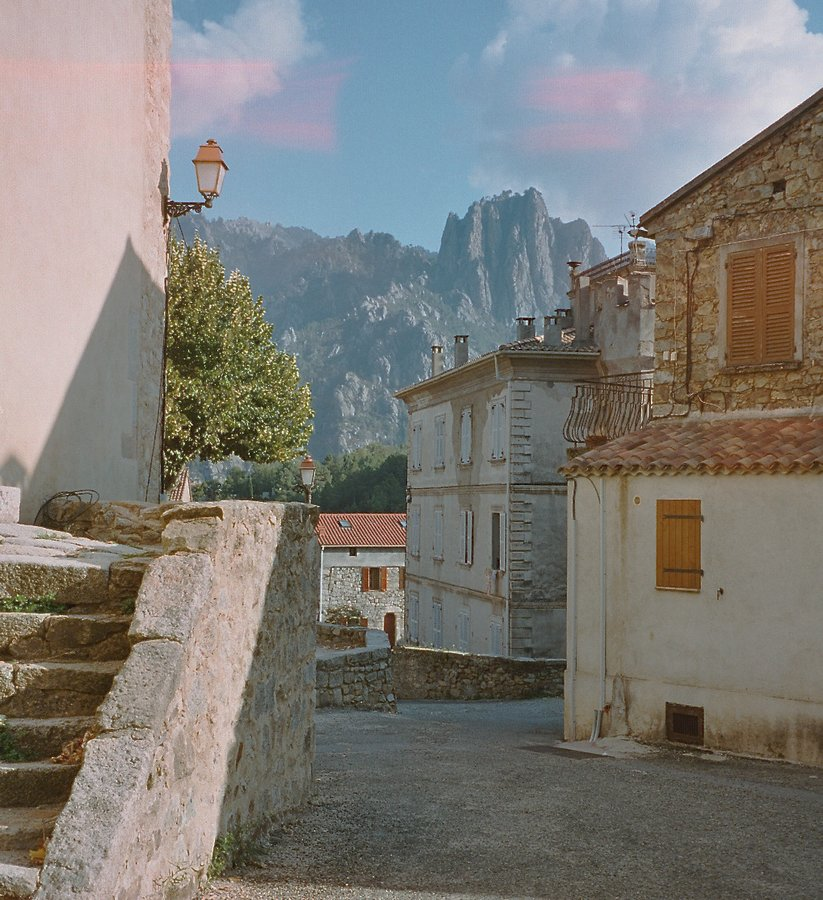
Une vue du village ; au fond les rochers du Kyrie Eleïson (1260 m).

Ghisoni se trouve dans le sud de l'En-Deçà-des-Monts, au commencement de la partie granitique de la Corse, par opposition à la « Corse schisteuse » qui s'étend sur le quart nord-est de l'île jusqu'au nord de la piève de Castello. « Tout à fait au Sud du Tavignano, les monts d'Antisanti et de Vezzani semblent la terminaison méridionale de ridements parallèles, plus occidentaux que tous les précédents, mais dont la partie septentrionale ne se serait pas formée ou aurait disparu ». Son territoire repose en grande partie sur le socle granitique de l'île.
Le relief de la commune est très accidenté, le fleuve lui-même étant encaissé profondément dans deux remarquables gorges, respectivement défilé des Strette et défilé de l'Inzecca, en aval du village. Le sommet le plus élevé de la commune est le Monte Renoso (2 352 m), point culminant de la piève de Castello et appartenant à la chaîne centrale de l'île. Au-delà de celui-ci se trouvent Bocognano et Bastelica, importants villages montagnards situés dans l'arrière-pays d'Ajaccio.
Les cimes dentelées du sud-est, atteignant 1 260 et 1 535 mètres, portent les noms de Kyrie Eleison et de Christe Eleison. La mémoire populaire veut qu'elles aient été ainsi baptisées au XIVe siècle après le supplice des Giovannali réfugiés à Ghisoni ; alors que les hérétiques montaient au bûcher, le curé et les gens du pays auraient prié pour eux, l'écho des deux montagnes répétant : « Kyrie Eleison… Christe Eleison… »

### Hydrographie

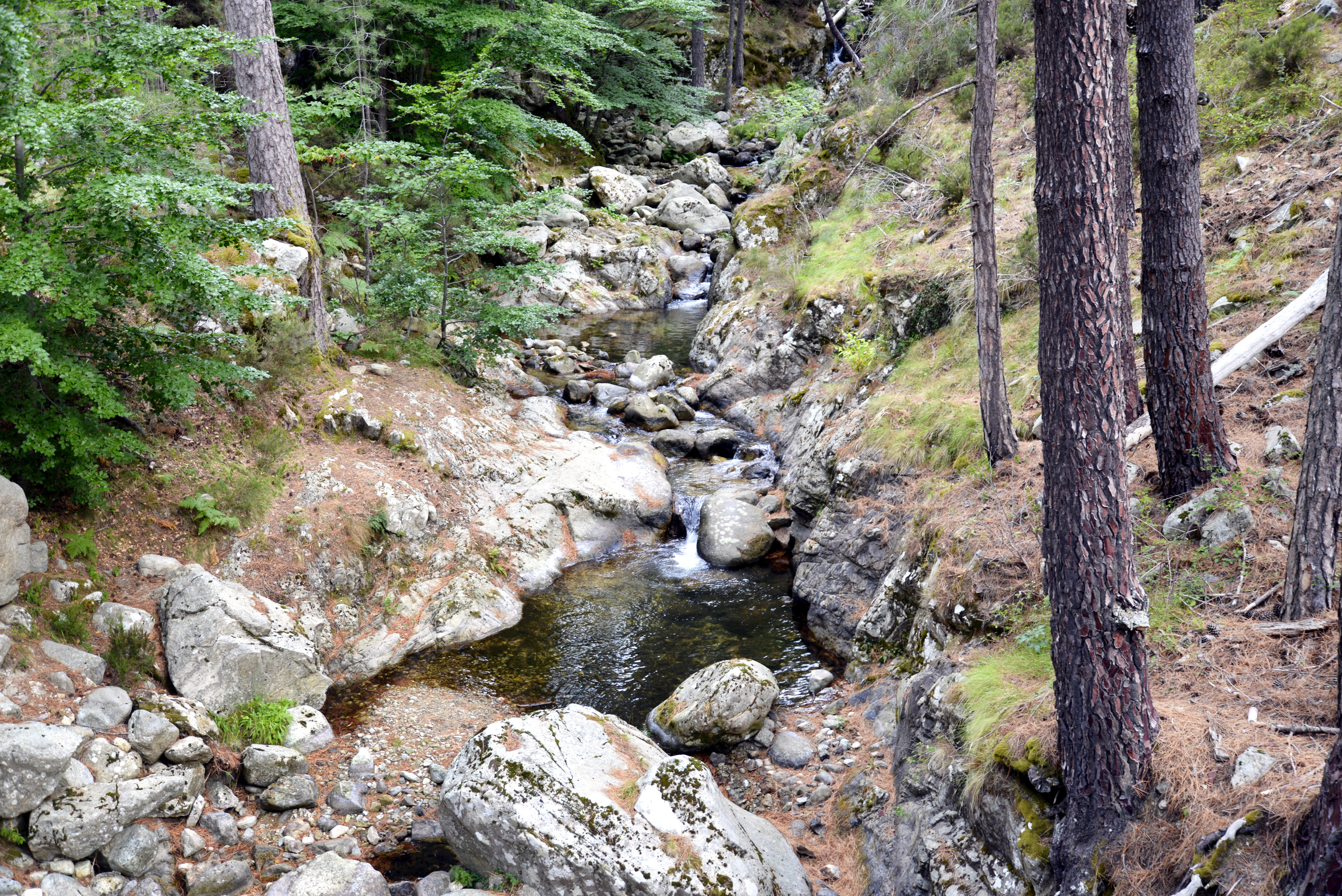
Ruisseau de Regolo.

Le territoire possède un réseau hydrographique très dense, avec pour principal cours d'eau le fleuve Fiumorbo (u Fium'Orbu). Après avoir pris source à la Foce d'Astra à une altitude de 1 750 m sur la commune de Palneca sous le nom de ruisseau de Marmano, son cours prend une direction N-NE. Il longe la forêt de Flasca partie intégrante de la forêt territoriale de Marmano en Corse-du-Sud, avant de pénétrer sur la commune de Ghisoni en Haute-Corse, à la passerelle (1 390 m) dans la forêt de Marmano et en sortir à un point de son cours situé à 1 094 m d'altitude. De ce point, le fleuve longe la forêt jusqu'à son extrémité septentrionale à l'altitude d'environ 660 m avant de prendre le nom d'u Fium'Orbu. Son cours sinueux s'oriente alors vers l'est et va traverser successivement le remarquable défilé des Strette, puis la retenue de Sampolo, les remarquables gorges du défilé de l'Inzecca , et enfin la retenue de Trevadine (centrale de Trevadine) avant de quitter la commune à un point situé à 110 m d'altitude.
Au cours de la traversée du territoire de Ghisoni, le fleuve reçoit les eaux de très nombreux cours d'eau et leurs affluents : ruisseau de Faeto Rosso dont le lit délimite partiellement les communes de Ghisoni et de Bastelica, ruisseau de Radicello, ruisseau d'Ariola, ruisseau de Cannareccia (rg), ruisseau de Rivusecco, ruisseau de Paglione (rg), ruisseau de Casso (rg), ruisseau de l'Aresto, ruisseau de Chigheri (rg), ruisseau de Vagile, ruisseau de Ciuntrone (rg), ruisseau de Regolo (rg) qui arrose le village de Ghisoni, ruisseau de Grotta del Prete, ruisseau de Vadolmo (rg), ruisseau de Paganello, ruisseau de Ruello (rg), ruisseau d'Olmiccia, ruisseau d'Occhio-Griggio (rg), ruisseau de Sampolo, ruisseau de Rosse, ruisseau de Zoppi, ruisseau de Monte Grosso, ruisseau de Trevadine (rg).
Commune de montagne, Ghisoni possède dans ses parties les plus hautes, des lacs d'origine glaciaires : les lacs de Bastani et de Nielluccio sur le flanc nord-est du Monte Renoso, et, plus au sud, les lacs de Rina Soprano et Rina Sottano.

### Climat et végétation
Ghisoni bénéficie d'un climat chaud et tempéré. En hiver, les pluies sont bien plus importantes qu'en été. De par l'altitude des montagnes qui l'entourent, la neige y est fréquente en hiver, permettant l'ouverture de la station de sports d'hiver de Capannelle.
La commune compte environ 5 600 hectares de forêts, soit un taux de boisement de près de 45 %. Celles-ci sont : 
- au nord-est, la forêt territoriale de Rospa-Sorba dont elle possède 71,58 ha des 766 ha de sa superficie totale,
- au sud, la forêt territoriale de Marmano d'une superficie totale de 2 647 ha dont elle possède la majeure partie et qu'elle partage avec Palneca,
- à l'ouest, la forêt communale de Ghisoni d'une superficie approximative de 2 970 ha.
- au nord de la forêt communale, et à l'ouest du village, se trouve la forêt de Canali.

Les essences qui les composent, dépendent de l'étagement altitudinal :
- À l'étage subméditerranéen, la châtaigneraie couvre le sol au-dessus de 600 mètres et jusqu'à 900 mètres d'altitude.
- L’étage montagnard dont la limite inférieure commence vers 1 100 - 1 200 mètres et atteint 1 750 - 1 800 mètres, limite supérieure des forêts de l'île, est caractérisé par les séries du pin laricio, du sapin et du hêtre.
- L’étage subalpin s’étend entre 1 750 - 1 800 mètres et 2 000 - 2 100 mètres en moyenne ; il est caractérisé par le développement de fourrés d'aulne odorant (espèce endémique corse Alnus viridis ssp. suaveolens), de genévriers, de fougères et de landes, sans véritables arbres.
- L’étage alpin est situé au-delà de la limite supérieure des brousses et des landes à arbustes nains et pelouses, soit au-dessus de 2 000 - 2 100 mètres.

### Voies de communication et transports

#### Accès routiers

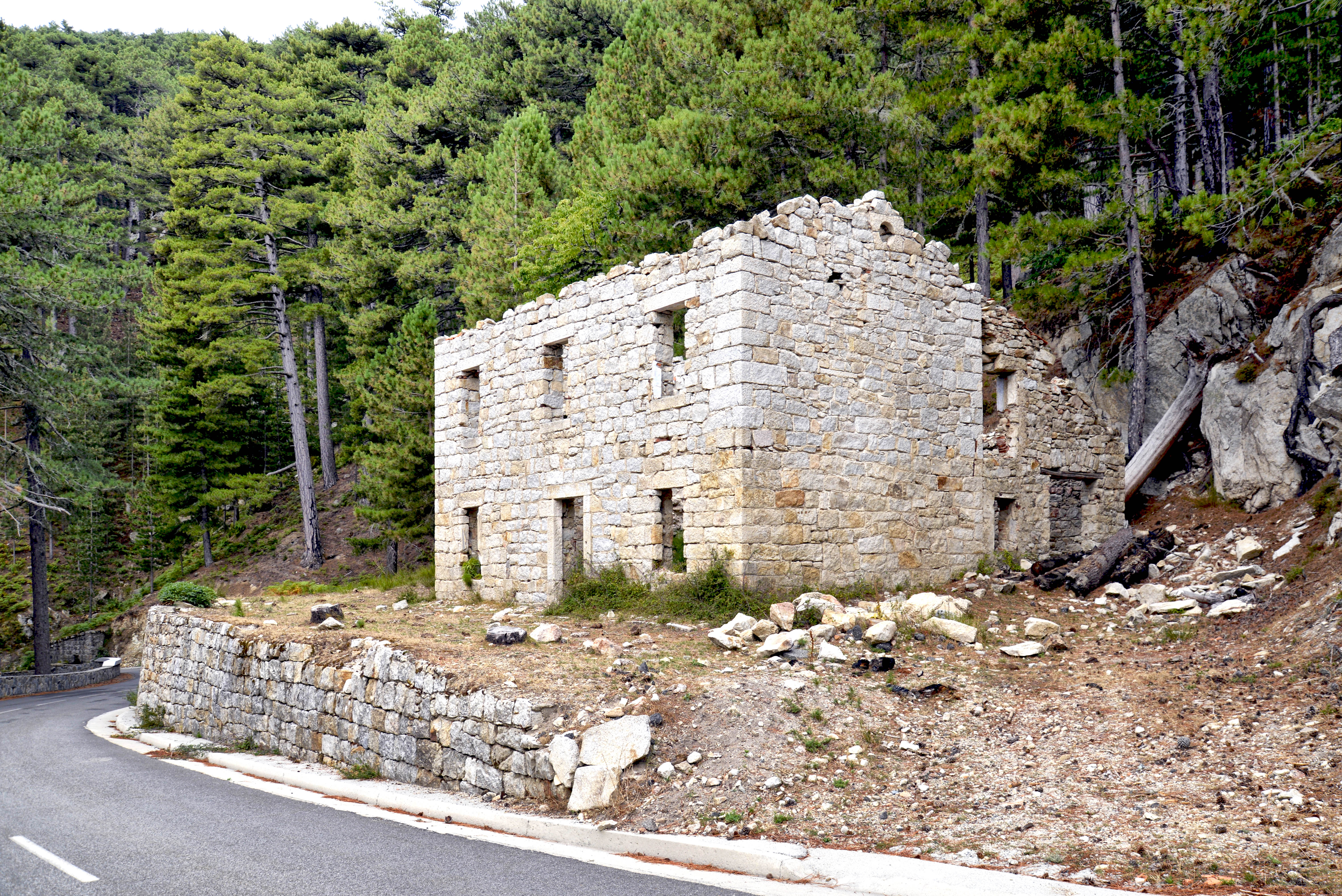
Ruines de la maison cantonnière de Sorba.

La route D 344 qui relie Ghisoni à Ghisonaccia et à la RT 10 (ex-RN 198), en aval du Fiumorbo, franchit le défilé des Strette, puis celui de l'Inzecca. La route D 69 permet de relier, excepté quelques jours en période hivernale, Ghisoni :
- au nord, à Vivario et au reste du Cortenais via le col de Sorba (altitude 1 311 mètres)
- au sud, à la piève de Talavo via le col de Verde (altitude 1 289 m).

le village est distant par route, de :
- 27 km de Ghisonaccia,
- 39 km de Zicavo,
- 41 km de Corte,
- 75 km d'Ajaccio,
- 107 km de Bastia,
- 125 km de Calvi.

#### Transports
Routiers
Il n'existe pas de moyens de transports publics de voyageurs desservant la commune, à l'exception :
- d'une navette en car qui relie Ghisoni à Ghisonaccia tous les vendredis. À l'aller : départ de Ghisoni à 13 h 30, au retour : départ de Ghisonaccia à 18 heures.
- d'une navette en car qui relie ponctuellement Ghisoni à la station de ski de Ghisoni-Capannelle.

Ferroviaires, aériens et maritimes
Loin des infrastructures de transport, le village est distant par route, de :
- 19 km de l'arrêt facultatif du Camping Savaggio à Vivario, (20 km de la gare de Vivario, la plus proche),
- 72 km de l'aéroport d'Ajaccio-Napoléon-Bonaparte,
- 85 km de l'aéroport de Bastia-Poretta,
- 105 km de l'aéroport de Figari-Sud-Corse,
- 124 km de l'aéroport de Calvi-Sainte-Catherine,
- 74 km du port de commerce d'Ajaccio,
- 84 km du port de commerce de Porto-Vecchio,
- 101 km du port de commerce de Propriano,
- 102 km du port de commerce de l'Île Rousse,
- 107 km du port de commerce de Bastia.

## Urbanisme

### Typologie
Au 1er janvier 2024, Ghisoni est catégorisée commune rurale à habitat dispersé, selon la nouvelle grille communale de densité à sept niveaux définie par l'Insee en 2022.
Elle est située hors unité urbaine et hors attraction des villes,.

### Occupation des sols
L'occupation des sols de la commune, telle qu'elle ressort de la base de données européenne d’occupation biophysique des sols Corine Land Cover (CLC), est marquée par l'importance des forêts et milieux semi-naturels (99,3 % en 2018), une proportion identique à celle de 1990 (99,3 %). La répartition détaillée en 2018 est la suivante : 
forêts (62,8 %), milieux à végétation arbustive et/ou herbacée (23 %), espaces ouverts, sans ou avec peu de végétation (13,5 %), zones agricoles hétérogènes (0,4 %), eaux continentales (0,2 %), zones industrielles ou commerciales et réseaux de communication (0,1 %). L'évolution de l’occupation des sols de la commune et de ses infrastructures peut être observée sur les différentes représentations cartographiques du territoire : la carte de Cassini (XVIIIe siècle), la carte d'état-major (1820-1866) et les cartes ou photos aériennes de l'IGN pour la période actuelle (1950 à aujourd'hui).

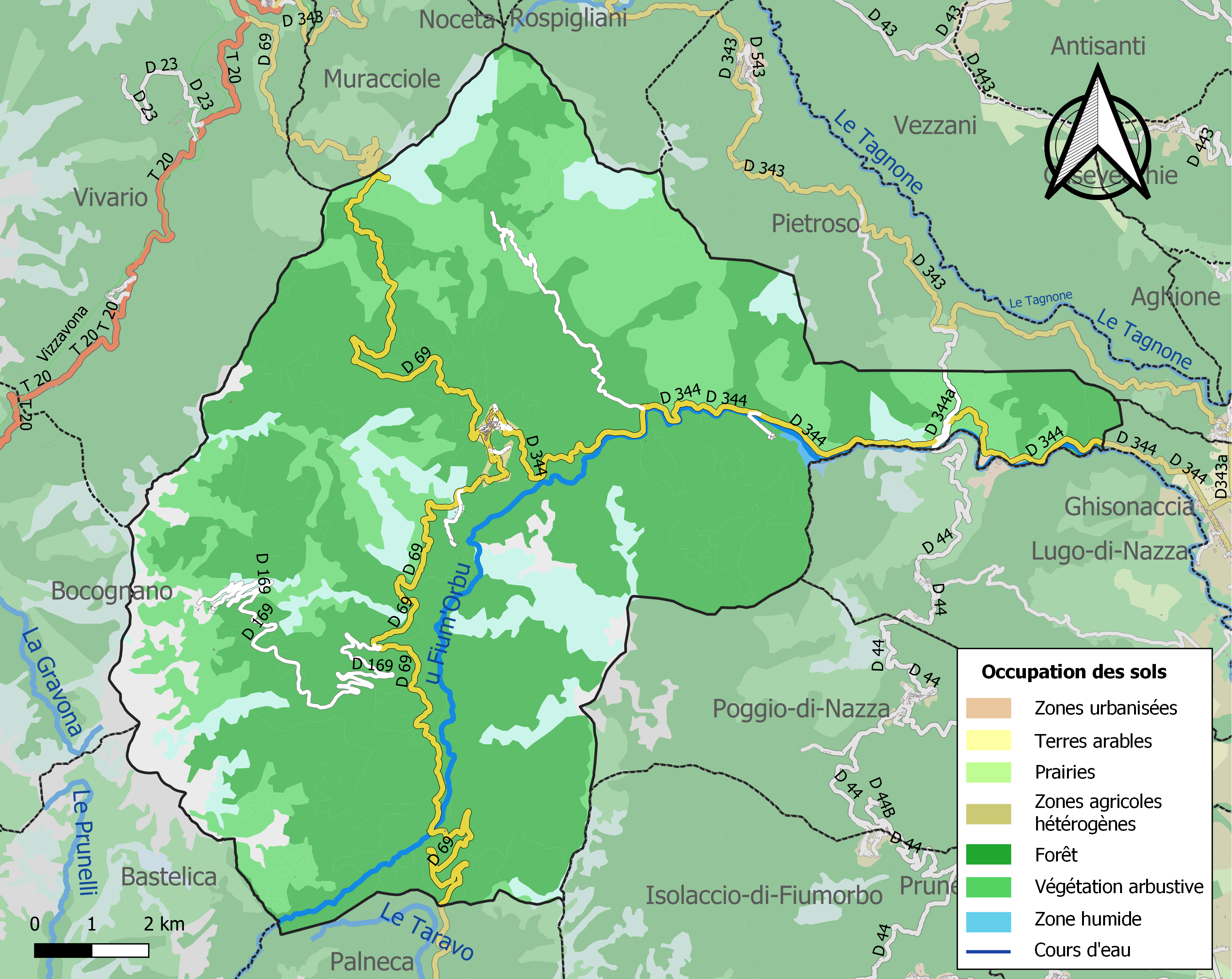
Carte des infrastructures et de l'occupation des sols de la commune en 2018 (CLC).

### Ghisoni

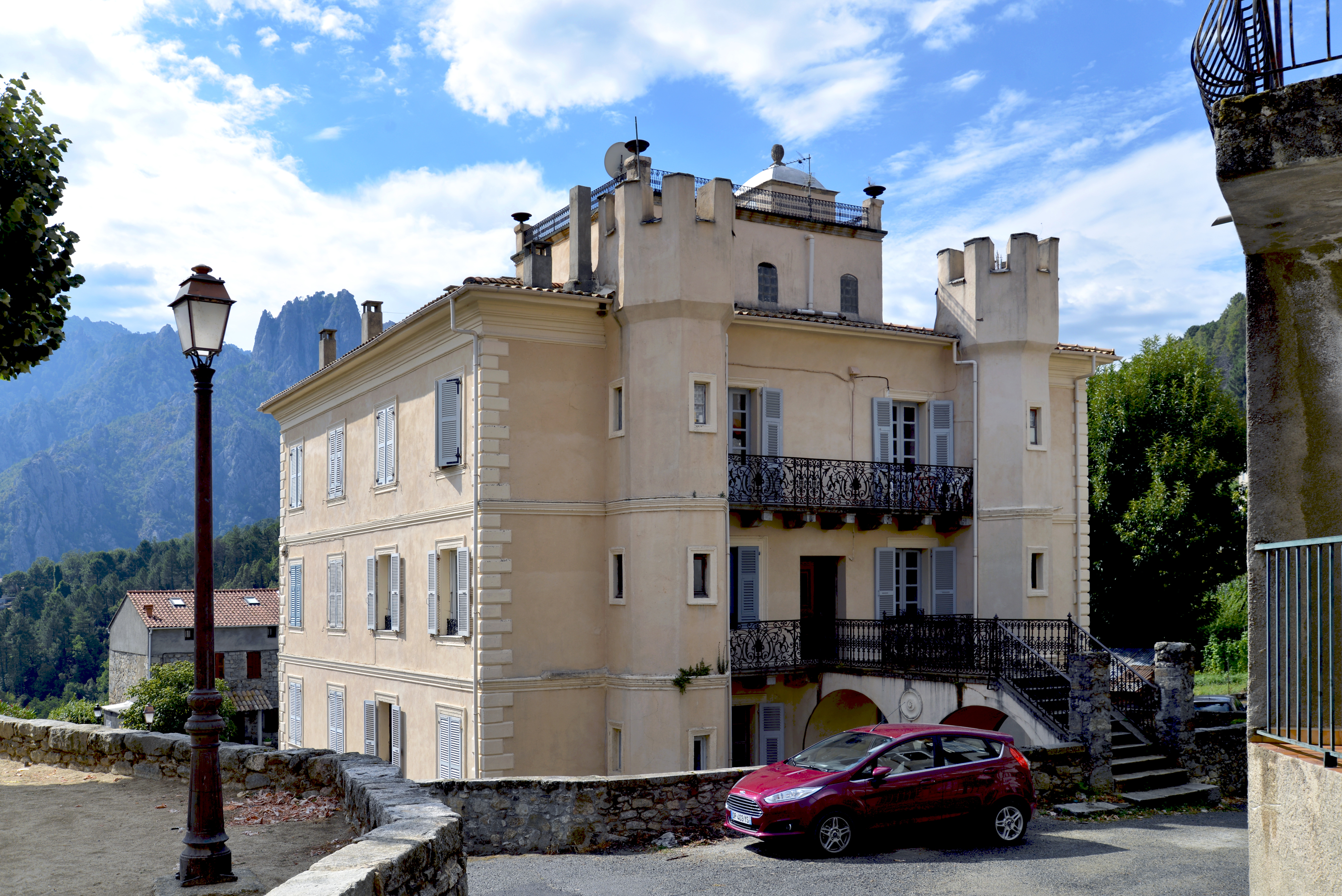
Au centre du village, face à l'église Sainte-Marie.

Le village de Ghisoni occupe le flanc d'un vallon situé à une altitude moyenne de 650 mètres. Il regroupe 20 quartiers : A Custarella; E Pianelle ; U Castagnone ; A Turchia ; U Quatru Mancinu ; U Funtanone ; A Tozza ; E Maestracce ; A Boda ; U Pianu ; San Roccu ; U Sarratu ; A Pepinera ; A Vadina ; E Vignacce ; A Tomba ; A Teghja ; A Quarceta ; A Furcella ; U Castellucciu.

### Cavo
Cavo (Cavu) au sud du village, est un hameau situé sous la route D 69 donnant accès à Palneca et la microrégion du Talavu - Bastelica via le col de Verde.

### Galgaccio
Galgaccio (U Galgacciu), au fond du vallon du Ruellu, au nord de Ghisoni, est un village qui comprenait 10 lieux-dits dont la plupart sont aujourd'hui ruinés. Depuis Ghisoni, on croise successivement :
- Tiglio (U Tigliu), hameau complètement ruiné isolé sur les flancs d'un vallon creusé par un affluent en rive gauche du Ruellu vers 700 mètress d'altitude ;
- Susinelle (E Suzinelle), hameau ruiné également isolé dans un autre vallon en rive gauche à  800 mètres d'altitude ;
- Monaco (U Mònacu), hameau à flanc de vallée en rive droite, à proximité de la route de Galgaccio à  720 mètres d'altitude ;
- Pendibe (E Pindive), hameau ruiné situé  2 000 mètres au nord de Monaco, tout près de la route à  750 mètres d'altitude ;
- Orsena (L' Ursena), cœur géographique de Galgaccio, desservi par la route, qui domine la vallée à  850 mètres d'altitude à proximité de l'église Saint-Dominique de Galgaccio ;
- Monticello ( U Munticellu), hameau ruiné accessible depuis Orsena et dominant le ruisseau de Ficuccia en rive droite du Ruellu à  840 mètres d'altitude ;
- Stretta (E Strette), hameau ruiné en rive gauche à  730 mètres d'altitude ;
- Casevecchie (E Case Vechje), hameau ruiné qui occupe le fond d'un petit vallon en rive gauche à  770 mètres d'altitude ;
- Agnatello (L' Agnatellu), le hameau le plus important, desservi par la route, en fond de vallée à  790 mètres d'altitude ;
- Filicaja (A Filicaghja), hameau le plus en amont à plus de  850 mètres d'altitude.

La fête du hameau a lieu le 4 août, avec une messe et une procession organisée dans la petite chapelle située à Orsena. À la fin de la procession autour de l'église, les rubans qui décoraient la statue de saint Dominique sont coupés et distribués à l'assistance : ils sont censés porter bonheur durant toute l'année à venir.

### Sampolo

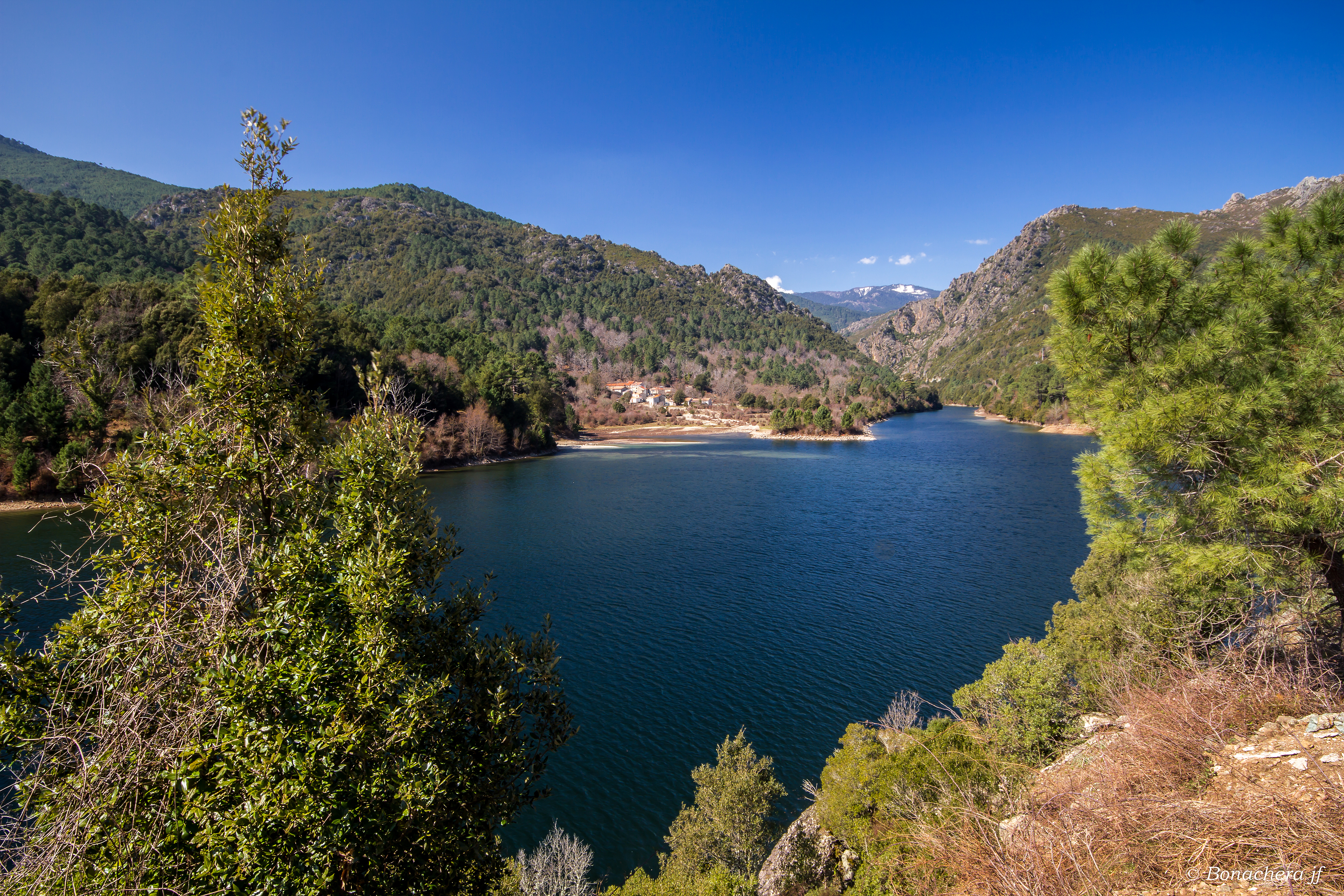
Vue du hameau de Sampolo.

Sampolo (Sampolu), à la sortie du défilé des Strette, sur la rive droite du Fiumorbo, à l'écart de la route, est un hameau bordé depuis 1992, par le lac de Sampolo, plan d'eau du barrage construit sur le Fiumorbo (32 mètres de haut, contenance 1,6 Mm3).

### Rosse
Rosse (E Rosse) a été créé au XVIIIe siècle dans un vallon affluent sur la rive gauche du Fiumorbo, à l'est du village ; le nom du hameau vient sans nul doute du gisement de schiste rouge présent près de Rosse, et dont la transformation en ardoise a permis la fabrication et la réalisation d'édifices du village. La chapelle construite en 1800, a été restaurée en 1993.
En 1875, les habitants de Rosse ont demandé que leur hameau soit érigé en commune distincte : les démarches entreprises à ce sujet n'aboutirent pas.
Rosse a compté jusqu'à 150 habitants, avant que 14 de ses enfants ne tombent au champ d'honneur lors de la Guerre 1914-1918. Aujourd'hui, le hameau n'a plus d'habitant à l'année.

## Toponymie
Le nom corse de la commune est Ghisò [ɡiˈzɔ] ou Ghisonu [ɡiˈzɔːnu]. Ses habitants sont les Ghisunesi.
L'origine du nom de Ghisoni, entre le nom d'un fleuve de la province de Turin, d'un peintre ou issu d'une origine purement religieuse, reste elle aussi incertaine. 
Cosimi pense que le nom de Ghisoni proviendrait de l'appellation donnée par les moines byzantins à leur couvent, à savoir, « demeure de Jésus », qui devient "IHIONI", prononcé en corse Ghisoni ou Isoni (après une voyelle terminant le mot précédent).
Une autre source lie le nom de Ghisoni avec un chant religieux, sorte d'hymne à la vertu, désignant l'ultime refuge des Giovannali alors qu'ils étaient pourchassés lors de l'Inquisition. Réfugiés dans une cuvette ceinturée de montagnes, les Giovannali s'étaient fixés en ce lieu, face aux majestueuses aiguilles granitiques que l'on nommera ensuite le Kyrie Eleison. Ce lieu fut baptisé des 7 lettres reprenant les initiales des 7 vers de la première strophe de leur Dolor caecorum :
"Gloria...Hominis...Isulae...Sacrae...Omnis...Nobilis...Illustris...". 
Si ce Gloria était une louange à l'Eternel, on pouvait aussi y lire dans sa première strophe, une louange à la communauté des Giovannali qui s'était formée au pied des aiguilles.

## Histoire

### Antiquité
Le révérend père Salvatore Vitale signale l'existence à Ghisoni, en l'an 430 de notre ère, d'une église San Thoma de Grisino.

### Moyen Âge
J. Cosimi, auteur de la Toponymie grecque de la Corse, démontre l'existence d'un couvent ou d'une chapelle tenue par des moines byzantins au VIIIe siècle.
Les premières mentions de Ghisoni datent des chroniques de l'historien Giovanni della Grossa (1388 - 1464). Ghisone est un des sept villages qui composaient la piève de Castello, l'une des dix-neuf pievi de l'évêché d'Aléria, et qui contenait quatre cent vingt feux. Le village de Piève était la piévanie.
À la mort d'Orlando, évêque d'Aléria, la seigneurie des Cortinchi passa aux mains de ses deux frères, Guglielmo et Ugo Cortinco. Ce dernier de Pietr'ellerata, devint plus tard seigneur de Gaggio. Il avait épousé une fille de Giudice de Cinarca. Après la mort des pères, la discorde éclata entre les trois fils de Guglielmo et les sept fils de Ugo Cortinco. À la fin d'une guerre acharnée, un accord fut conclu. Les sept frères eurent le castello de Gaggio. En 1348, ils étendirent leur autorité dans la piève de Castello et sur toute celle de Venaco.
Fondé dans le village de Carbini en 1352, la confrérie des Giovannali prend de l'ampleur en Corse. Elle prône l'humilité, la simplicité, la pauvreté et la non-violence. Les Giovannali vivent en communauté et partagent tout. La communauté refusant toute autorité épiscopale et aussi l’impôt, l'évêque d'Aléria, Raimondo, obtient du pape Innocent VI une excommunication papale contre ces « hérétiques ». Quelques années plus tard, le pape Urbain V envoie un légat en Corse qui, soutenu par les seigneurs locaux, organise une sainte croisade militaire. Au nom de l'Église, de 1363 à 1364, à Carbini et dans d'autres villages corses, de nombreux Giovannali sont massacrés avec femmes et enfants. Certains, plutôt que de renoncer à leur foi, sont morts les armes à la main. Les derniers Giovannali furent brûlés à Ghisoni, au pied des montagnes appelées Kyrie Eleison et Christe Eleison.

### Temps modernes
Plus tard, l'atlas manuscrit du Génois Vesconte Maglioni, daté du 20 janvier 1511, mentionne aussi l'existence du village. Si la date exacte de la création du village est incertaine, il est toutefois établi qu'il a été créé bien avant Ajaccio (1380) et Bastia (1412)[réf. nécessaire].
En août 1739, Noël de Jourda, comte de Vaux, est attaqué à Ghisoni avec ses 200 troupiers par mille cinq cents Naziunali, mais est secouru par le 2e bataillon d'Auvergne. Il est blessé au cours de la bataille et laisse 27 soldats tués ou blessés ; le régiment d'Auvergne perd 44 hommes et 7 officiers tués ou blessés. Vainqueur des troupes de Pascal Paoli à Ponte Novu le 9 mai 1769, le comte Noël de Jourda, nommé commandant général des troupes françaises en Corse, reçoit la soumission des habitants de Ghisoni en juin 1769.
En ce même mois de juin 1769, il annonce au roi Louis XV : « toute la Corse est soumise au Roy ».
La loi du 9 juillet 1845 érige Ghisonaccia en commune distincte ; pour cela, une partie du territoire est prise sur Lugo-di-Nazza qui se retrouve réduite de plus de moitié. Le village de Ghisonaccia a été peuplé par des habitants de Ghisoni, qui étant contraints de faire leur récolte, y ont bâti des maisons.
Ghisoni devient chef-lieu de canton par la loi du 20 avril 1861 qui forme un nouveau canton en séparant de celui de Vezzani quatre de ses anciennes communes : Ghisoni, Ghisonaccia, Lugo-di-Nazza et Poggio-di-Nazza.

### Époque contemporaine
Au cours de la Seconde Guerre mondiale, à l'appel du Front national de la résistance, Ghisoni s'est libéré elle-même le 9 septembre 1943, notamment grâce aux frères Carlotti (Francis et Ange). Ils parviennent à rassembler quelques hommes et chassent le détachement allemand qui logeait dans le groupe scolaire en ouvrant le feu sur le bâtiment avec un fusil mitrailleur FM 24 depuis les hauteurs du quartier de Pianelle. Des combats ont continué les jours suivants dans le défilé de l'Inzecca, où quatre jeunes ghisonais ont été faits prisonniers et fusillés au lieu-dit « Pinzalone ». Il s'agit de Paul-Toussaint Martelli, Bruno Chiodi ainsi qu'Antoine et Toussaint Pieri. Un cinquième, Jean-François Martelli, survécut à la fusillade et parvint à prendre la fuite. Un détachement de blindés de la 16e Panzergrenadier Division SS Reichsführer-SS est envoyé de la plaine orientale vers le village. Le convoi de chars est partiellement détruit et bloqué à l'entrée du défilé de l'Inzecca par un tir d'artillerie italienne guidé par des partisans locaux sauvant ainsi le village de représailles.
Le général Giraud, commandant en chef des Forces françaises libres, visitera Ghisoni le 27 septembre 1943, lors de sa tournée d'inspection (Bastia ne sera libérée que le 4 octobre 1943).
Au lendemain de cette libération, tous les ghisonais, de 20 à 25 ans encore présents au village, ont été mobilisés en Afrique du Nord. Nombre d'entre eux ont pris part aux combats qui ont précédé la capitulation allemande du 8 mai 1945.
Depuis le 1er janvier 2008, la commune de Ghisoni a intégré la communauté de communes du Fium'orbu, devenue communauté de communes de Fium'orbu Castellu, composée de 12 communes (Isolaccio, Prunelli, San-Gavino, Serra-di-Fiumorbo, Ghisoni, Poggio-di-Nazza, Vezzani, Pietroso, Ghisonaccia, Ventiseri, Lugo-di-Nazza, Solaro et Chisa) et regroupant près de 11 200 habitants.

#### La catastrophe du Renoso
Le 29 décembre 1962, l'avion qui transportait 22 joueurs et joueuses du club de basket-ball de Bastia (plus ses 3 membres d'équipage) alla heurter la paroi sud du Monte Renoso à 2 300 mètres d'altitude, au-dessus de Ghisoni.
Il était un peu plus de 13 heures, les conditions atmosphériques étant très mauvaises, les colonnes de secours ne parvinrent à localiser l'épave que deux jours plus tard, le 31 décembre 1962.
Il n'y avait aucun survivant. Tous les corps ne furent pas identifiés.
Une plaque commémorative a été érigée en leur mémoire sur la façade de la chapelle Sainte-Croix. Une stèle en mémoire des 25 disparus se trouve dans le cimetière de Bastia.
La catastrophe est attribuée à une série de fautes de l'équipage.

## Politique et administration

### Liste des maires
| Période                                  | Période                      | Identité                    | Étiquette   | Qualité                                                           |
| ---------------------------------------- | ---------------------------- | --------------------------- | ----------- | ----------------------------------------------------------------- |
| 2008                                     | Mandat en cours              | Don-Marc Albertini          | SE          | Cadre administratif et commercial d'entreprise - Maire - 45 ans   |
| mars 1993                                | mars 2008                    | Philippe Albertini          | UMP         | Cadre supérieur - Maire - 30 ans                                  |
| novembre 1989                            | mars 1993                    | Thomas Delsanti             | SE          | Maire                                                             |
| 1987                                     | novembre 1989                | Antoine-Brand Natali        | SE          | Maire - 56 ans                                                    |
| 1977                                     | 1986                         | Antoine Vignaroli           | SE          | Maire - 65 ans                                                    |
| 1965                                     | 1977                         | Raoul-Charles Maymard       | UDR         | Chirurgien - Maire - 51 ans                                       |
| 1965                                     | 1965                         | Marie-Louise Maymard        | SE          | Étudiante en médecine - Maire - 17 ans                            |
| 1959                                     | 1965                         | Joseph-Antoine Cervetti     | SE          | Maire - 59 ans                                                    |
| 1953                                     | 1959                         | Marc-François Martelli      | DVD         | Ingénieur général honoraire de la ville de Paris - Maire - 64 ans |
| 1951                                     | 1953                         | Joseph-Antoine Cervetti     | SE          | Maire - 51 ans                                                    |
| 1947                                     | 1951                         | Henri-Joseph Mucchielli     | PCF         | Exploitant agricole à Ghisonaccia - Maire - 36 ans                |
| 1943                                     | 1947                         | Ange Pieri                  | SE          | Maire                                                             |
| 1919                                     | 1943                         | Simon-Brand Santoni         | SE          | Maire - 37 ans                                                    |
| 1915                                     | 1919                         | Jules-Brand Costantini      | SE          | Notaire - Adjoint faisant fonction - 55 ans                       |
| 1904                                     | 14 janvier 1915 (décès)      | Alexandre-Philippe Cervetti | Républicain | Contrôleur des douanes - Maire - 48 ans                           |
| 1901                                     | 1904                         | Jules-François Micaëlli     | SE          | Percepteur - Maire - 46 ans                                       |
| 1888                                     | mars 1901                    | Ours-Louis Pieri            | SE          | Maire - 63 ans                                                    |
| 1884                                     | 1888                         | Pierre-Marie Grisostomi     | SE          | Maréchal des logis - Maire - 53 ans                               |
| mai 1884                                 | octobre 1884 (démission)     | Horace Micaëlli             | SE          | Notaire - Maire - 39 ans                                          |
| 1882                                     | 1884                         | Antoine-Jules Bianconi      | SE          | Entrepreneur - Maire - 60 ans                                     |
| novembre 1878                            | 1882                         | Louis Alberti               | SE          | Maire - 26 ans                                                    |
| 3 janvier 1878                           | 1878                         | Félix-Antoine Mucchielli    | SE          | Maire - 72 ans                                                    |
| 28 juin 1877                             | novembre 1877                | Antoine-Toussaint Ottavi    | SE          | Maire - 55 ans                                                    |
| 3 novembre 1872                          | 16 mai 1877                  | Félix-Antoine Mucchielli    | SE          | Conseiller de l'arrondissement de Corte - Maire - 67 ans          |
|                                          | mai 1872                     | Pierre-Toussaint Cervetti   | SE          | Adjoint faisant fonction - 30 ans                                 |
| 9 juillet 1871                           | 9 juillet 1871               | François-Brand Luciani      | SE          | Gendarme - Conseiller municipal faisant fonction - 34 ans         |
| 8 juillet 1871                           | 8 juillet 1871               | Antoine-Brand Mucchielli    | SE          | Conseiller municipal faisant fonction - 28 ans                    |
| 15 juin 1871                             | 1871                         | Ours-Louis Pieri            | SE          | Maire - 46 ans                                                    |
| mai 1871                                 | mai 1871                     | Ours-François Paolini       | SE          | Premier conseiller municipal faisant fonction                     |
| 12 janvier 1871                          | février 1871                 | Ours-Louis Pieri            | SE          | Maire - 46 ans                                                    |
| 10 janvier 1871                          | 10 janvier 1871              | Pierre-Toussaint Cervetti   | SE          | Conseiller municipal délégué - 29 ans                             |
| décembre 1869                            | janvier 1871                 | Ours-Louis Pieri            | SE          | Maire - 44 ans                                                    |
| 1865                                     | 1869                         | Antoine-Mathieu Mucchielli  | SE          | Maire - 37 ans                                                    |
| septembre 1863                           | 1865                         | Hyacinthe Mucchielli        | SE          | Maire - 41 ans                                                    |
| 1860                                     | 1862                         | Pierre-Louis Mucchielli     | SE          | Maire - 44 ans                                                    |
| 1857                                     | 1860                         | Antoine-Mathieu Mucchielli  | SE          | Maire - 29 ans                                                    |
| 7 juillet 1852                           | 1857                         | Hyacinthe Costantini        | SE          | Maréchal-ferrant - Maire - 56 ans                                 |
| 2 janvier 1844                           | 1852                         | Félix-Antoine Mucchielli    | SE          | Maire - 38 ans                                                    |
| 1839                                     | 1844                         | Baptiste Ottavi             | SE          | Maire - 42 ans                                                    |
| 1830                                     | 1 février 1839 (décès)       | Charles Pieri               | SE          | Marchand - Maire - 58 ans                                         |
| 24 mars 1827                             | 19 novembre 1830 (démission) | Félix-Antoine Mucchielli    | SE          | Maire - 22 ans                                                    |
| 1819                                     | 26 août 1826 (révoqué)       | Don-Joseph Giorgi           | SE          | Instituteur - Maire - 38 ans                                      |
| 1817                                     | 1819                         | Philippe-Antoine Mucchielli | SE          | Maire - 33 ans                                                    |
| 1816                                     | 1817                         | Anselme Mucchielli          | SE          | Maire - 40 ans                                                    |
| 1813                                     | 1816                         | Hyacinthe Mucchielli        | SE          | Juge de paix du canton de Sorba Maire - 49 ans                    |
| 1808                                     | 1813                         | Joseph-Marie Mucchielli     | SE          | Maire - 26 ans                                                    |
| 1807                                     | 1808                         | Jacques-François Martelli   | SE          | Maître maçon - Maire                                              |
| 1799                                     | 1807                         | Charles-Dominique Ottavi    | SE          | Maire                                                             |
| 28 février 1790                          | 1799                         | Jules-Francois Martelli     | SE          | Notaire - Maire - 34 ans                                          |
| Les données manquantes sont à compléter. |                              |                             |             |                                                                   |

## Population et société

### Statistiques
Classement de la commune de Ghisoni en nombre d'habitants, superficie et densité, sur l'ensemble des communes françaises, de Corse, et de Haute-Corse :
| Statistiques       | en nombre d'habitants | en superficie | en densité |  |
| ------------------ | --------------------- | ------------- | ---------- |  |
| Sur la France      | 23150e                | 131e          | 36599e     |  |
| Sur la Corse       | 122e                  | 10e           | 351e       |  |
| Sur la Haute-Corse | 71e                   | 5e            | 230e       |  |

### Démographie
L'évolution du nombre d'habitants est connue à travers les recensements de la population effectués dans la commune depuis 1800. Pour les communes de moins de 10 000 habitants, une enquête de recensement portant sur toute la population est réalisée tous les cinq ans, les populations de référence des années intermédiaires étant quant à elles estimées par interpolation ou extrapolation. Pour la commune, le premier recensement exhaustif entrant dans le cadre du nouveau dispositif a été réalisé en 2008.

En 2022, la commune comptait 194 habitants, en évolution de −8,92 % par rapport à 2016 (Haute-Corse : +5,15 %, France hors Mayotte : +2,11 %).
| 1800  | 1806  | 1821  | 1831  | 1836  | 1841  | 1846 | 1851  | 1856  |
| ----- | ----- | ----- | ----- | ----- | ----- | ---- | ----- | ----- |
| 1 227 | 1 369 | 1 189 | 1 535 | 1 624 | 1 815 | 938  | 1 529 | 1 593 |

| 1861  | 1866  | 1872  | 1876  | 1881  | 1886  | 1891  | 1896  | 1901  |
| ----- | ----- | ----- | ----- | ----- | ----- | ----- | ----- | ----- |
| 1 708 | 1 744 | 1 680 | 1 670 | 1 730 | 1 662 | 1 626 | 1 886 | 1 928 |

| 1906  | 1911  | 1921  | 1926  | 1931  | 1936  | 1946  | 1954  | 1962 |
| ----- | ----- | ----- | ----- | ----- | ----- | ----- | ----- | ---- |
| 1 838 | 1 750 | 1 567 | 1 585 | 1 583 | 1 618 | 1 305 | 1 110 | 716  |

| 1968 | 1975 | 1982 | 1990 | 1999 | 2006 | 2008 | 2013 | 2018 |
| ---- | ---- | ---- | ---- | ---- | ---- | ---- | ---- | ---- |
| 664  | 397  | 385  | 335  | 267  | 234  | 224  | 222  | 211  |

| 2022 | - | - | - | - | - | - | - | - |
| ---- | - | - | - | - | - | - | - | - |
| 194  | - | - | - | - | - | - | - | - |

Ses habitants sont appelés les Ghisonais et les Ghisonaises. Comme dans de nombreuses communes corses, les deux guerres mondiales, en mobilisant la plus grande partie de la population ghisonaise (le monument aux morts porte 155 noms) a accéléré la baisse de sa population.

### Enseignement
La commune était dotée d'une école primaire publique fermée en 2011 faute d’effectifs suffisants.  Les lycées et collèges les plus proches se trouvent à Prunelli-di-Fiumorbo, distants de 29 km. L'Université de Corte se trouve à 41 kilomètres.

### Manifestations culturelles et festivités
- Fête de l'Assomption de la Vierge le 15 août ;
- Fête patronale de la Nativité de la Vierge le 8 septembre ;
- Fête de la Saint-Dominique à Galgaccio le 4 août ;
- Fête de Saint-Pierre et Saint-Paul à Rosse le 29 juin ;
- Fête de Notre-Dame-de-la-Merci à Rosse le 24 septembre.

### Santé
Il n'y a aucun professionnel de santé à Ghisoni. Le plus proche médecin se trouve à Ghisonaccia, village distant de 27 km, et la pharmacie à Ghisonaccia (27 km). L'infirmier le plus proche est établi à Ghisoni. L'hôpital régional de Corte qui est jumelé avec celui de Tattone (Vivario), est à 40 km.

### Sports

#### Football
Malgré son stade de football situé dans le village, Ghisoni n'a plus d'équipe disputant de championnat officiel.
Les équipes de Ghisoni ont successivement portées le nom de RCG - Racing Club de Ghisoni (couleurs : jaune et noir) et d'ASCG - Association sportive et culturelle de Ghisoni (couleurs : bleu et blanc).
Traditionnellement, il était encore organisé tous les 15 août un match de football, remplacé depuis 2007 par un tournoi (Challenge Jean-François Beretti) organisé par Pierre-Dominique Cervetti, dont voici les résultats :
| Année | Vainqueur du tournoi | Finaliste / Deuxième | Meilleur joueur              | Meilleur buteur                 | Meilleur gardien                |  |
| ----- | -------------------- | -------------------- | ---------------------------- | ------------------------------- | ------------------------------- |  |
| 2007  | Ghisoni              | Pompiers de Ghisoni  | Dumè Michelozzi (Ghisoni)    | Dumè Michelozzi (Ghisoni)       | Tito Paolacci (Ghisoni)         |  |
| 2008  | Antisanti            | Pompiers d'Ajaccio   | Julien Bursacchi (Antisanti) | Julien Bursacchi (Antisanti)    | Christophe Muracciole (Ghisoni) |  |
| 2009  | Antisanti            | Ghisoni              | Julien Bursacchi (Antisanti) | François-MathieuPieri (Ghisoni) | Olivier Picchetti (A Vadina)    |  |
| 2010  | Ghisonaccia          | A Vadina             | René Chiodi (Ghisonaccia)    | Non décerné                     | René Chiodi (Ghisonaccia)       |  |

#### Randonnées pédestres
GR20
Les sentiers de randonnée sont nombreux et cheminent au cœur d'une Corse authentique et généreuse. Le plus connu, le sentier de grande randonnée 20 (GR 20) traverse la commune de Ghisoni de la Bocca Palmente au col de Verde, sur deux étapes de sa partie sud : Vizzavona-Capannelle et Capannelle-Prati (et passe par le col de Verde). À Capannelle se trouvent un refuge et deux gîtes d'étapes.
Course pédestre de l'Oriente
Organisée début août, cette course est considérée comme une des plus difficiles, non par la longueur de son parcours 24 km, mais par son important dénivelé (+ 2 000 m), avec un point culminant à 2150 mètres d'altitude. La course de l'Oriente fait partie des challenges "Montagne Corse" et "Skyrunner National Series".
En 2007, l'ancien champion cycliste Laurent Jalabert a terminé 10e de l'épreuve avec un temps de 3 h 2 min 49 s. En 2014, c'est l'ancien footballeur Pascal Olmeta qui en était la tête d'affiche.
| Année | Vainqueur de la course | Club                    | Temps           | Participants |  |
| ----- | ---------------------- | ----------------------- | --------------- | ------------ |  |
| 2005  | Franck Biaggi          | I Filanci               |                 | 90           |  |
| 2006  | Franck Biaggi          | I Filanci               | 2 h 38 min 02 s | 102          |  |
| 2007  | Emil Hrnciar           | I Filanci               | 2 h 38 min 57 s | 113          |  |
| 2008  | Jean-Paul Battesti     | Alpana                  | 2 h 41 min 42 s | 183          |  |
| 2009  | Franck Biaggi          | A Santamariaccia        | 2 h 38 min 01 s | 200          |  |
| 2010  | Emil Hrnciar           | I Filanci               | 2 h 39 min 51 s | 200          |  |
| 2011  | Franck Biaggi          | Atippa                  | 2 h 34 min 25 s | 227          |  |
| 2012  | Guillaume Peretti      | AC Corté                | 2 h 30 min 33 s | 200          |  |
| 2013  | Lambert Santelli       | Alpana                  | 2 h 30 min 33 s | 149          |  |
| 2014  | Lambert Santelli       | Muvre Balanine          | 2 h 21 min 41 s | 193          |  |
| 2015  | Lambert Santelli       | Muvre Balanine          | 2 h 25 min 21 s |              |  |
| 2016  | Thomas Angeli          | Asics                   |                 | 168          |  |
| 2017  | Thomas Angeli          | Asics                   | 2 h 59 min 39 s | 166          |  |
| 2018  | Edouard Laudier        | Team Provence Endurance | 3 h 03 min 50 s | 169          |  |
| 2019  | Quentin Bondoux        | Taillefer Trail Team    | 2 h 44 min 30 s | 149          |  |
| 2020  | Annulée (Covid)        |                         |                 |              |  |
| 2021  | Annulée (Covid)        |                         |                 |              |  |
| 2022  | Noël Giordano          | A Paolina               | 2 h 49 min 15 s | 153          |  |
| 2023  | Lambert Santelli       | RC Furiani              | 2 h 47 min 4 s  |              |  |
| 2024  | Lambert Santelli       | RC Furiani              | 2 h 59 min 5 s  | 185          |  |

#### Ski alpin
Ghisoni-Capannelle est l'une des trois seules stations de ski de l'île. La station est implantée sur le flanc est d'un chaînon montagneux d'orientation nord-sud culminant à 2 352 mètres au Monte Renoso (le deuxième plus haut sommet de l'Au-Delà-des-Monts). Elle domine la haute vallée du fleuve Fiumorbo. Le domaine skiable s'étend de 1 650 à 1 840 mètres d'altitude. Il se vend d’après le Comité corse du ski, plus de 500 forfaits les weekends de vacances scolaires. Chaque année le mètre de neige est largement dépassé au sommet de la station à 1 920 m. L’enneigement moyen aux bas des pistes fait état de 80 cm de neige sur la saison.

#### Activités en eaux vives
Sur le Fiumorbo, canoë-kayak (de février à fin mai) et canyoning (de mi-avril à fin octobre).

#### Acrobranches
Situé au lieu-dit A Mina, le Parc Aventure Indian Forest Corse de Ghisoni propose un divertissement convivial et sportif avec ses 41 ateliers pour le parcours acrobatique en hauteur pour adulte (dont une tyrolienne de +250 m au-dessus du Fiumorbu) et 12 ateliers pour le parcours acrobatique en hauteur dédié au junior.

#### Cyclisme
Le Tour de Corse cycliste est plusieurs fois passé par Ghisoni. En 2010, le village a été concerné par deux étapes : Ota-Ghisoni (4e étape, 127 km, 2 800 m de dénivelé positive) et Ghisoni-Col de Bavella (5e étape, 105 km, 1 800 m de dénivelé positive).
En 2022, la course cycliste Corsica Cyclo GT20, avec 250 participants, 50 membres d'organisation, 20 motards et plus de 200 suiveurs allant de Bastia à Bonifacio est passée par Ghisoni, village d'arrivée de l'étape no 3 (Porto - Ghisoni, 139 km) et village de départ de l'étape no 4 (Ghisoni - Bonifacio, 152 km).

#### Automobile
Dans les années 1960 à 80, Ghisoni était une des plaques tournantes des Tours de Corse avec le col de Verde, le col de Sorba, et bien évidemment la descente sur le défilé de l'Inzecca et sa spectaculaire épingle vers Lugo. Aujourd'hui encore, même si le rallye ne passe plus qu'épisodiquement, Ghisoni reste une épreuve du Tour de Corse historique (en 2010 : ES8 Ghisoni-Lugo-Poggio-Abbazia - 28,7 km).

## Économie

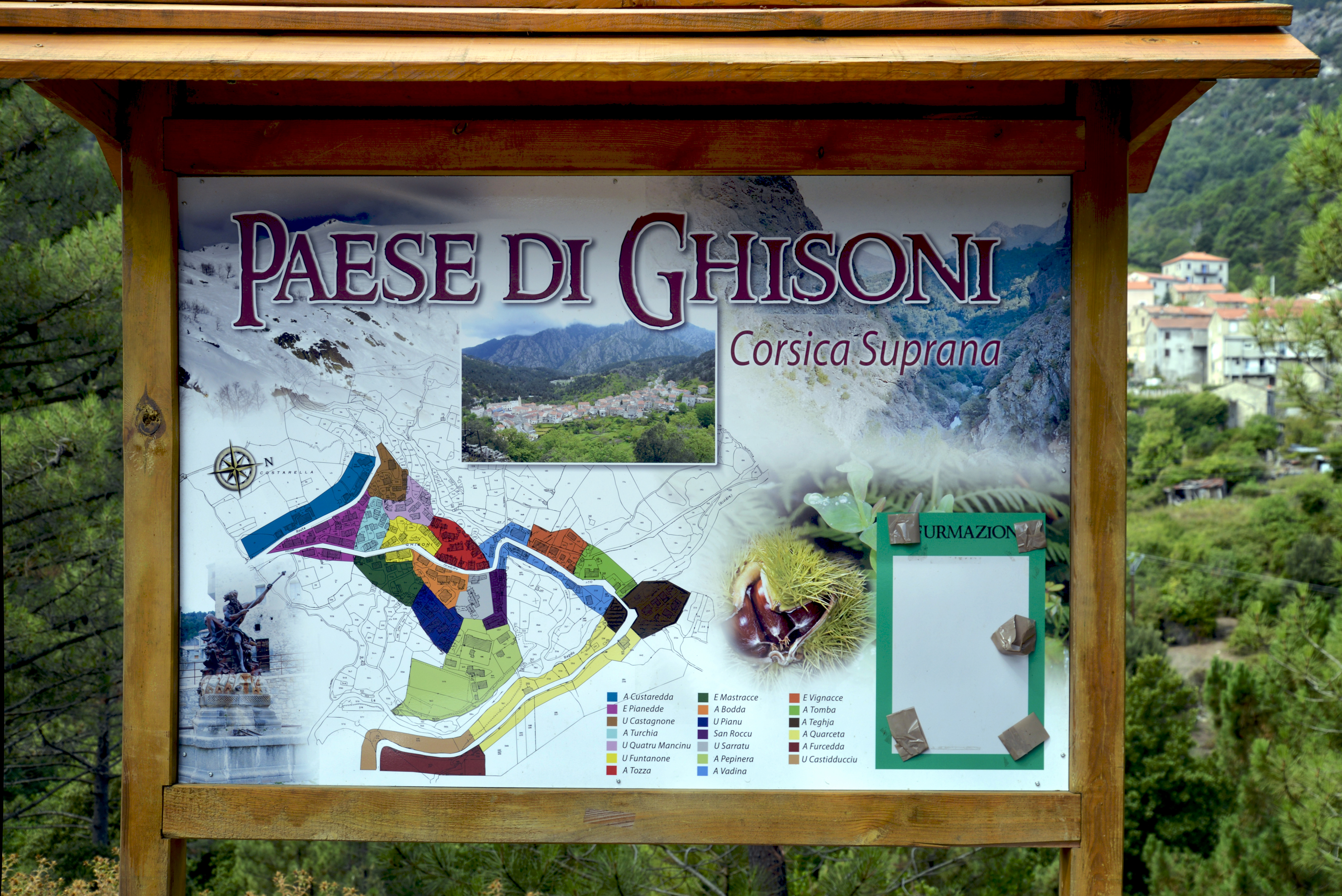
Plan du village.

Dans un ouvrage écrit par l'abbé Rossi en 1810, on peut lire : 
« Le pays est plutôt montagneux, il ne manque ni de céréales, ni d'huile, ni de vin et châtaignes, avec beaucoup de bétail parce qu'il utilise les plaines du Fium'Orbu. »

### Agriculture
En raison de ses grandes forêts, Ghisoni tire ses ressources de l'exploitation forestière mais aussi de l'agropastoralisme, et de la chasse et la pêche.
- Bois d’œuvre produits pour leur qualité ;
- Châtaigniers (production de farine dont la qualité a été primée « meilleure farine de Corse » aux frères Michelozzi à la foire de Bocognano) ;
- Élevage porcin, ovin et caprin ; nombreuses sont les bergeries encore occupées (ex. les bergeries de Capannelle) ;
- Charcuterie ;
- Pisciculture, pêche (les truites de Ghisoni sont réputées) ;
- Chasse (sanglier, pigeon, etc.).

### Ancienne mine de Petra Rossa
L'ancienne mine de Petra Rossa dite « mine de la Finosa », ouverte en 1912 pour l'exploitation de minerais de plomb, d'argent, de manganèse et de fer, a été fermée après la Deuxième Guerre mondiale.

### Électricité
L'EDF a équipé le Fium’Orbo en 1991, du barrage de Sampolo et de l’usine hydroélectrique de Trevadine, pour la production d'électricité et l'irrigation :
- Barrage de Sampolo : la retenue a une superficie de 24,5 ha (hauteur : 32,5 m - longueur 93 m et un volume de 2 000 000 m3 ;
- Barrage de Trevadine : la retenue a une superficie de 5 ha (hauteur : 17 m - longueur 153 m et un volume de 247 000 m3.

### Station de sports d'hiver
La station de ski de Ghisoni-Capannelle a été ouverte en 1975 sur le site des bergeries 
des Capannelle. La station fonctionne chaque hiver et accueille dès la neige tombée les amoureux du ski insulaire.

## Culture locale et patrimoine

### Lieux et monuments
- Monument aux morts

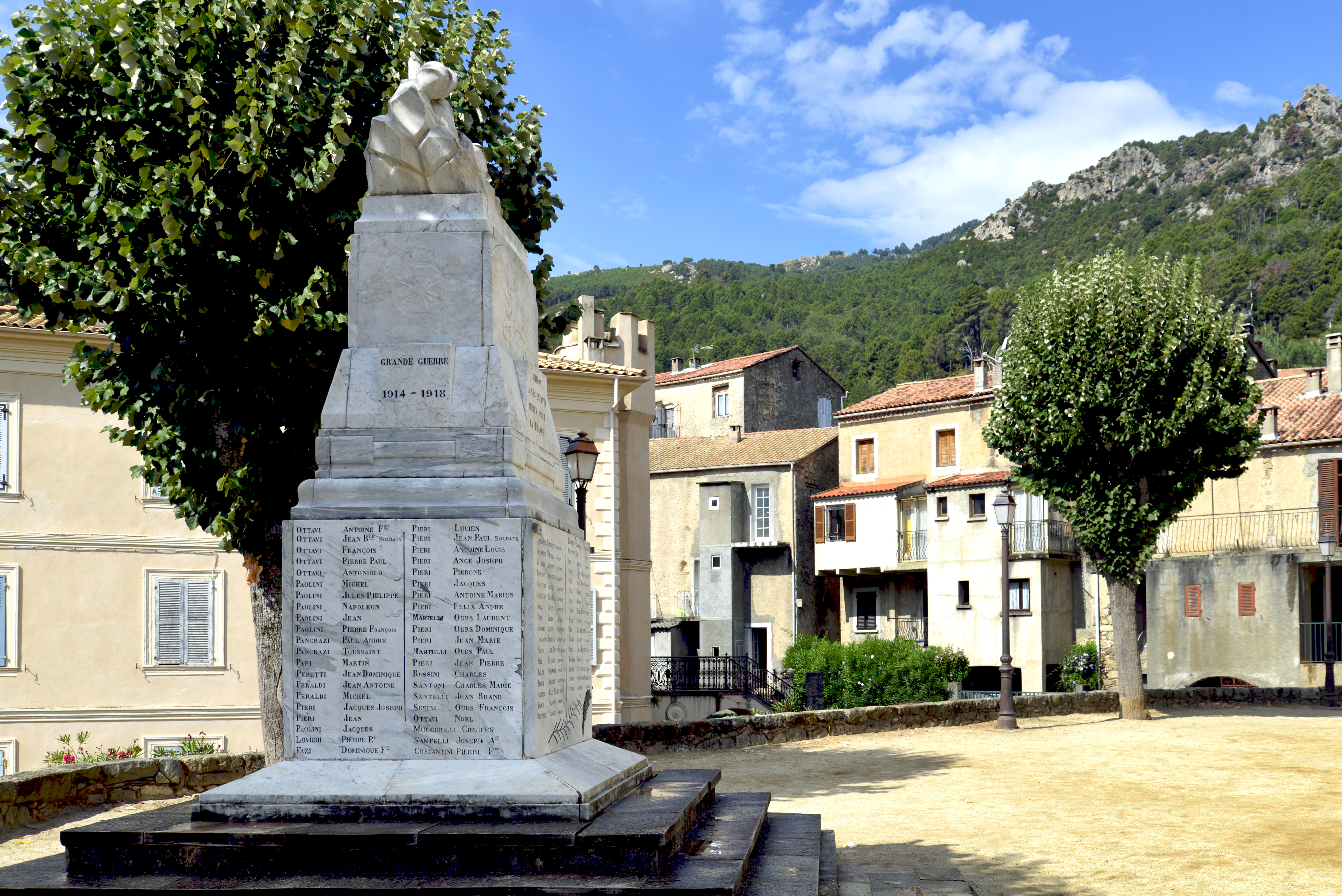
Monument aux morts.

- Ponts génois sur le Régolo et sur le Fium'Orbo (Ponta Mela) ;
- Canal d'irrigation : le creusement du canal entre Chigari et le ravin de Vadina a été voté par le conseil municipal du 3 mars 1854. Il mesure 3 000 m de longueur et permet d'arroser jusqu'à 500 hectares de jardins ;
- Site romain au lieu-dit Pieve, à l'est de la commune et au nord du défilé de l'Inzecca.

### Patrimoine religieux

#### Chapelle de la Confrérie de la Sainte-Croix
La chapelle de la Confrérie de Sainte-Croix (Santa Croce) date du XVe siècle. Au XVIIIe siècle, le chœur s'orne de peintures murales. La fresque murale (la descente du Christ), est l'œuvre de Ignaziu Rafalli. La chapelle est inscrite Monument historique depuis 13 février 1989. Elle est aujourd'hui désaffectée.

#### Église Sainte-Marie

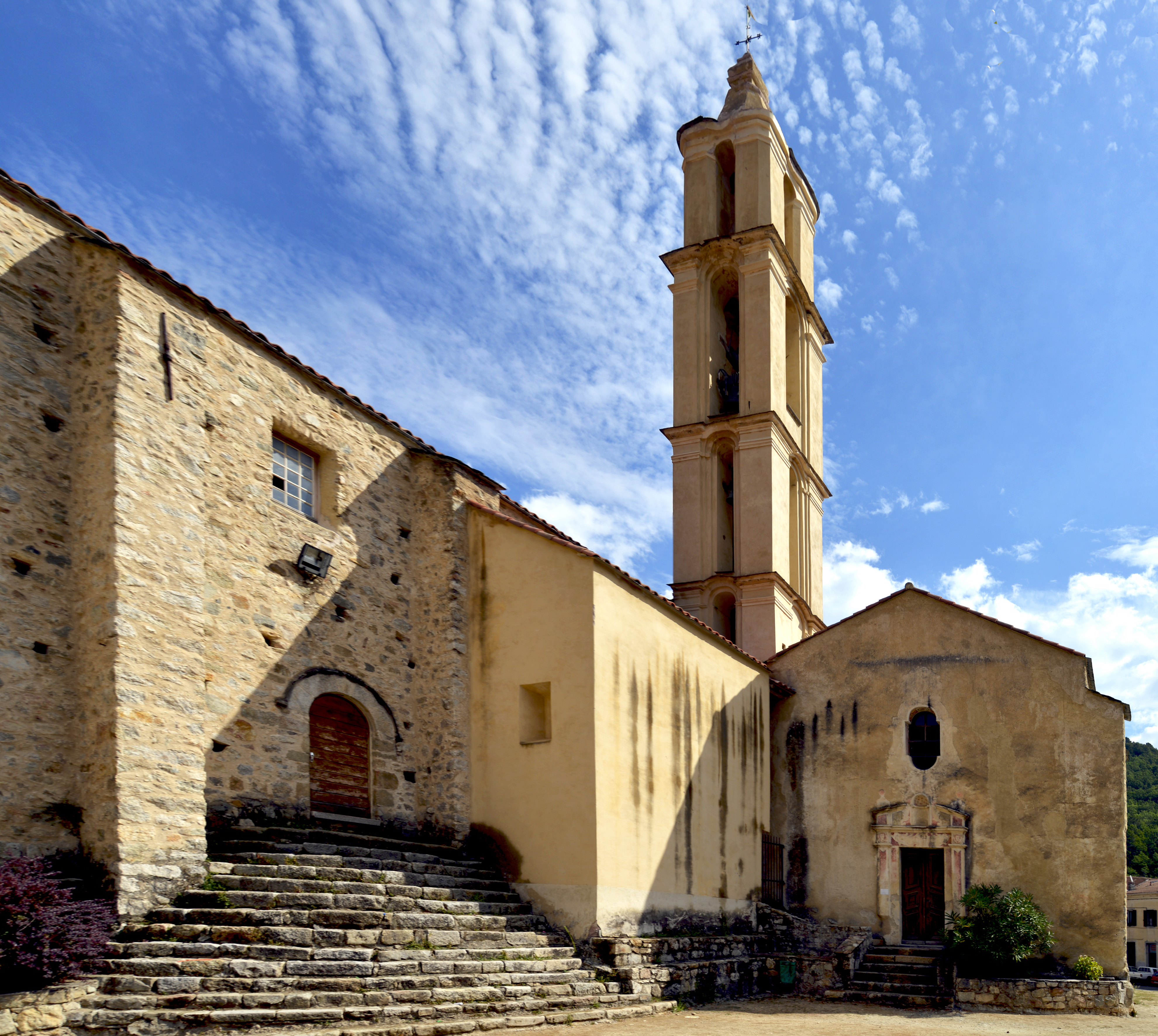
L'église Sainte-Marie.

L'église Sainte-Marie (Santa Maria), de style roman, est l'ancienne église paroissiale. Elle est datée du XVe siècle.

#### Église Saint-Francois

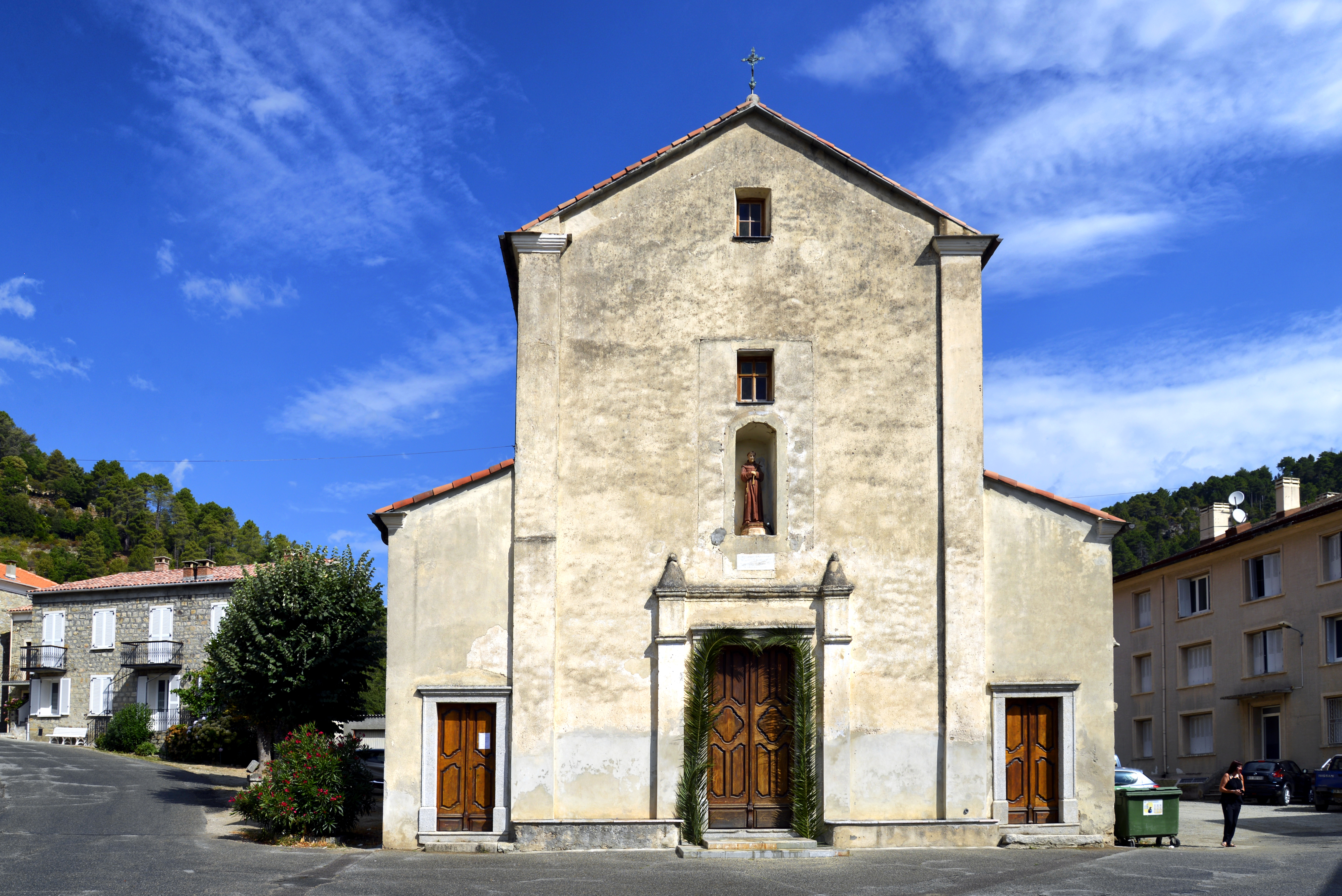
Vue de l'église paroissiale Saint-Francois.

L'église paroissiale Saint-Francois (San Franceschinu) date du XVIIe siècle. Elle était l'église de l’ancien couvent des Récollets. Une statue de Franceschinu Mucchielli (1777-1832) orne sa façade principale. L'édifice recèle un remarquable orgue.
L'église paroissiale San Franceschinu relève du diocèse d'Ajaccio.

#### Confréries
La vie religieuse se manifestait, comme nombre de lieux en Corse, par des confréries. Marc-François Martelli en a dénombré au moins trois, toutes disparues depuis la fin de la guerre 1914-1918.
Ces confréries chantaient à la messe, participaient aux processions et aux enterrements.
Contre une contribution modeste (1 franc par an en 1900), elles venaient en aide à leurs membres nécessiteux ou malades, et, en cas de décès, se chargeaient des funérailles.
- Confrérie de la Chapelle Sainte-Croix : constituée d'hommes qui revêtaient une grande blouse blanche avec cagoule.
- Confrérie des Femmes : habillées d'une demi-robe bleue attachée à la ceinture.
- Confrérie des Filles de Marie : habillées de blanc.

Aujourd'hui, même si Ghisoni a la chance d'encore disposer d'une chorale pour chanter à la messe, les tenues des confréries devaient, à l'époque, rehausser la solennité des fêtes religieuses.

### Patrimoine industriel

#### Mine de plomb argentifère, de zinc, de cuivre dite mine de la Finosa
La Mine de Petra Rossa se situe au lieu-dit la Finosa. Les premières prospections sur le site commencent vers 1910 et donnent lieu à une production d'environ 400 tonnes de minerai de plomb argentifère, de zinc et de cuivre. Le 17 février 1922, la concession est octroyée à la Société de recherches des mines de Ghisoni dont le siège social est établi à Paris. Regroupant une soixantaine d'ouvriers, cette exploitation donne lieu jusqu'en 1931 à l'extraction d'environ 2 tonnes de minerai par jour. La crise des années Trente et la chute du cours du plomb entraînent la fermeture de la mine. En 1949, les droits sur la mine sont cédés à la famille Van Ruymbeke (Bobby, grand-père du célèbre juge Renaud Van Ruymbeke est envoyé par son père pour s'occuper de la mine qu'il venait d'acheter). La réactivation du site jusqu'en 1957 donne lieu à une production annuelle de 40 tonnes de plomb marchand. En août 1957, un arrêté préfectoral interdira cette exploitation en raison de la dangerosité constatée par les ingénieurs.
Les vestiges de cette exploitation minière sont repris à l'Inventaire général du patrimoine culturel.

### Patrimoine culturel

#### Fontaine dite de Neptune
Pour les articles homonymes, voir Fontaine de Neptune.
La fontaine de Neptune, dont la statue de fonte (signée Gabriel-Vital Dubray en 1856 et fondue par la Fonderie Ducel (en Eure-et-Loir)) qui la surmonte orne une dizaine de métropoles européennes ou latino-américaines parmi lesquelles Santiago du Chili, Rio de Janeiro, Montevideo, Valparaiso, Mexico, Lugano, Cologne et Clermont-Ferrand. Installée à Ghisoni à la suite d'un tirage au sort qui a vu placer la fontaine de Diane (déesse de la nature et de la chasse) à Vivario et celle des trois Grâces (déesses de la beauté : Aglaé, Thalie et Euphrosyne) à Vezzani ; la fontaine Neptune (dieu romain de l'eau) a parfaitement trouvé sa place à Ghisoni, commune dans laquelle on recense plus de 200 km de rivière ; le 21 octobre 2008, un double de la statue de Neptune qui trône à Ghisoni a été adjugé à 110 500 $ chez Christie's (New York, Rockfeller Plaza). La statue était décrite dans le catalogue comme « an important french over-life-size cast-iron figure of Neptune ». À travers cette vente, Ghisoni a été nommément cité au catalogue de Christie's comme un des lieux où une de ces œuvres est encore installée en place publique.

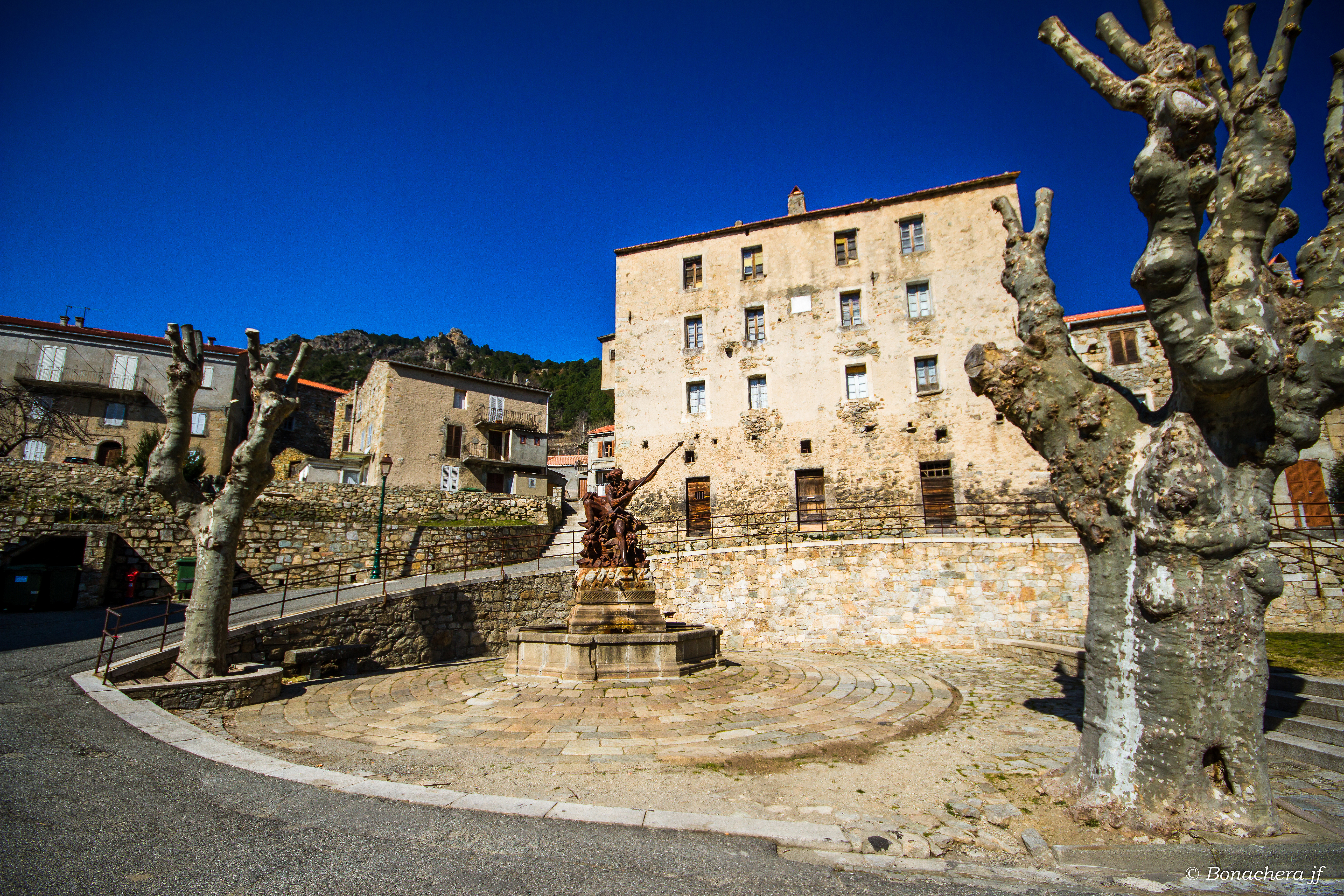
Vue de la place sur laquelle se trouve la statue de Neptune.

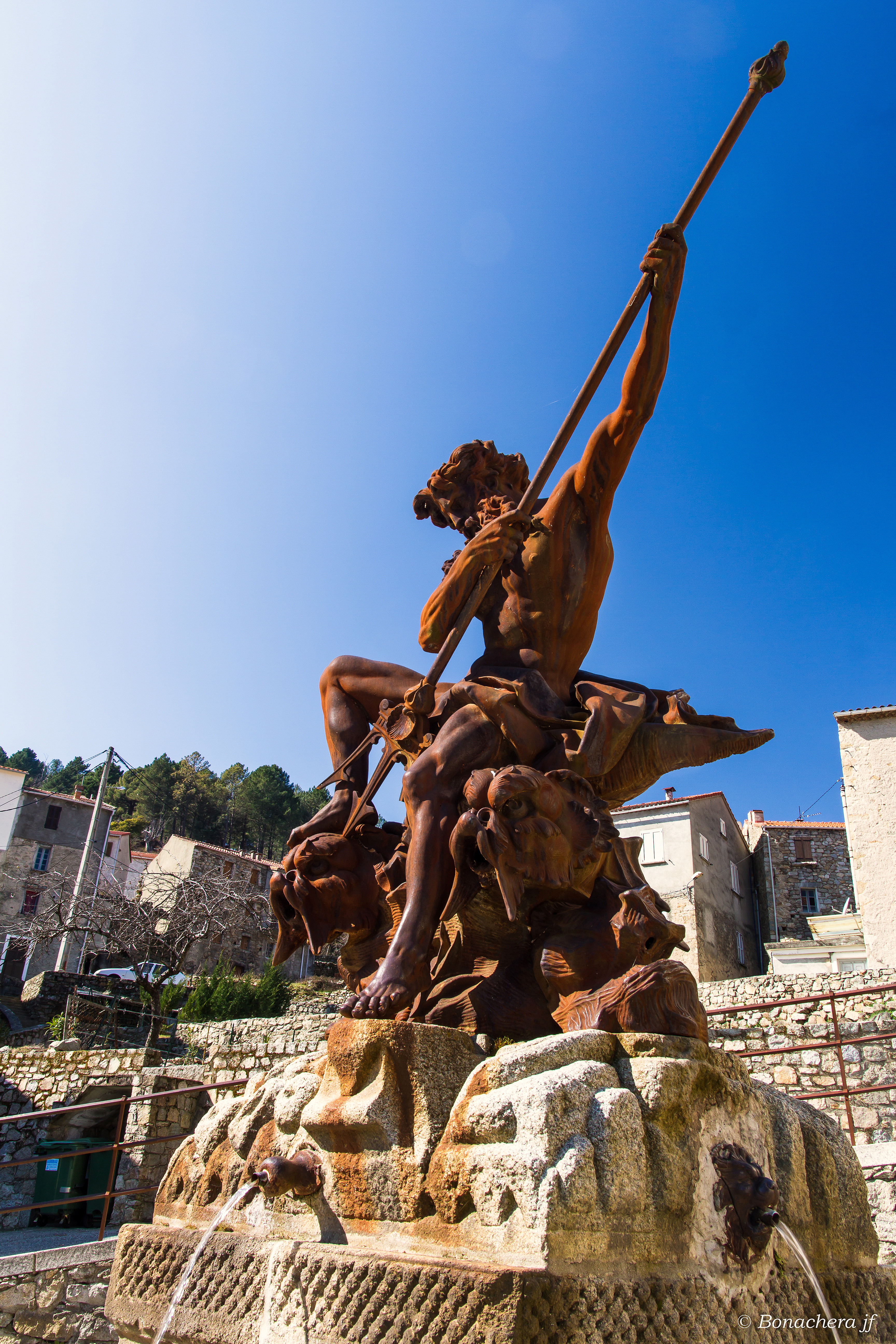
La statue de Neptune.

L'œuvre est reprise à l'Inventaire général du patrimoine culturel.

#### Musée
- Exposition sur le thème de la forêt[61] à la maison forestière de Marmano.

#### Littérature
- Gustave Flaubert (Œuvres complètes : Par les champs et par les grèves - Ghisoni, octobre 1840). « J'avais éteint mon flambeau, et la lune avec tous ses rayons entrait dans ma chambre et m'éclairait comme en plein jour. Je me levais et regardais la campagne, je voyais les chèvres, j'entendais leurs chants ; il faisait si beau qu'on eût dit le jour, mais un jour tout étrange, un jour de lune. »

Relatant son trajet entre Ghisoni et Isolaccio il écrit : « La route est étroite, monte et descend continuellement. Nous sommes au fond d'une vallée dont les deux côtés sont couverts de pins immenses qui font partie de la forêt de Sorba. Nous nous arrêtons à une rivière, le Fium'Orbu, qui sépare celle-ci de la forêt de Marmano", "à nos pieds s'étendait la plaine d'Aléria, immense et blanche comme une vue de l'Orient", "on ne saurait dire ce qui se passe en vous à de pareils spectacles; je suis resté une demi-heure sans remuer, à regarder comme un idiot la grande ligne blanche qui s'étendait à l'horizon."»
- André Gide (Journal, 27 août 1930). « La route entre Zonza et Ghisoni est très belle. J'aurai vingt ans de moins, je viendrais m'installer à l'Ospedale, Cozzano ou Ghisoni, dans la forêt de châtaigniers. »
- Marc-François Martelli (Ghisoni, 1960).
- Pierre-Dominique Cervetti (Ghisoni, Légende et réalités - Décembre 1997)
- Audrey Spodigi (Carnet de Corse, récits de voyage, 2000). « Ghisoni est un cri sorti des gorges du Fium'Orbo. Un cri figé par la pierre et la neige. Les gardiens sont légion par ici. Plusieurs monts à plus de deux mille mètres : l'Oro, l'Oriente, le Renoso, l'Incudine au sud. Placides geôliers assistés dans leur tâche par les forêts de Marmano, Pietra Piana, Rospa et Vizzavona qui encerclent Ghisoni. Les pics et les fûts de la montagne pour barreaux, les rivières pour lignes de fuite. »
- Albert Quantin (La Corse : la nature, les hommes, le présent, l'avenir - 1914) : « Là-bas, tout au fond des forêts qui couvrent les pentes, comme des tas de perles jetées dans une fabuleuse coupe de malachite, brillent au soleil les maisons de Ghisoni. Sur la gauche, une entaille noire, qui est le défilé de l'Inzecca, ouvre au Fiumorbo son passage vers la mer qui scintille. Les pierres éperdues de tant de gloire, se dressent en rochers formidables, le Kyrie et le Christe Eleison, pour entonner l'hosanna de la montagne. On peut courir loin avant de rencontrer quelque chose de plus beau. »
- Jean-Baptiste Casanova (Ghisoni, un village corse durant la seconde guerre mondiale - 2024).

#### Filmographie
- Avril brisé de Liria Begeja (producteur : Frédéric Mitterrand) a été tourné dans le hameau de Rosse – Film nommé en 1987 pour le César de la meilleure première œuvre.

Synopsis : En Albanie, un jeune homme hérite d'une vendetta vieille de quarante ans : il doit tuer un homme, puis se soumettre à son tour à une nouvelle vendetta. Parallèlement, une jeune mariée en voyage de noces, révoltée par cette loi ancestrale, s'immisce dans la tradition.
- Le contre-la-montre de Nicolas Mucchielli (coproduction Symphonia Films et France 3 Corse), avec Jean-Claude et Jérôme Falchetti
- Au bord du Fium'orbo de Angelo Caperna (coproduction Symphonia Films et France 3 Corse), avec la participation des habitants de Ghisoni

#### Discographie
- U Pastore di Ghisoni (Le berger de Ghisoni) - I Muvrini (1987) (extrait de l'album À l'encre rouge)
- Ghisoni - Viaghju (extrait de l'album Viaghju)
- Kyrie e Criste - Voce Ventu (extrait de l'album Rughju di Vita)

### Patrimoine naturel

#### Parc naturel régional
Ghisoni est une commune adhérente au parc naturel régional de Corse, dans son « territoire de vie » appelé Fium'Orbu.

#### ZNIEFF
La commune est concernée par huit zones naturelles d'intérêt écologique, faunistique et floristique de 2e génération :
Cirques et lacs glaciaires du Monte Renoso
La zone d'une superficie de 1 762 ha se situe entre 1 600 et 2 352 m d'altitude et concerne les communes de Ghisoni, Bastelica et Bocognano. Ses critères d'intérêts patrimoniaux sont la faunistique, les oiseaux, la floristique et les végétaux phanérogames. Elle fait l'objet de la fiche ZNIEFF 940004171 - Cirques et lacs glaciaires du Monte Renoso.
Crêtes et hauts versants asylvatiques du massif de l'Incudine
La zone d'une superficie de 6 497 ha se situe entre 720 et 2 134 m d'altitude et concerne quinze communes. Elle est constituée par une arête montagneuse qui s’étire du Nord au Sud sur 34 kilomètres de longueur. Elle commence au Nord à partir du massif du Kyrie Eleison. La zone présente de nombreux critères d'intérêts patrimoniaux. Elle fait l'objet de la fiche ZNIEFF 940004247 - Crêtes et hauts versants asylvatiques du massif de l'Incudine.
Crêtes et hauts versants asylvatiques du monte Renoso
La zone d'une superficie de 5 112 ha se situe entre 950 et 2 352 m d'altitude et concerne huit communes. Véritable château d'eau, le massif du Renoso s'étend du col de Vizzavona, au nord, jusqu'au col de Verde, au sud. Il est prolongé au sud-ouest par deux chaînes de montagnes moins hautes qui délimitent les hautes vallées du Prunelli et de l'Ese.
Elle présente des critères d'intérêts patrimoniaux pour l'écologie, la faunistique, les oiseaux, la floristique et les végétaux phanérogames. Elle fait l'objet de la fiche ZNIEFF 940004214 - Crêtes et hauts versants asylvatiques du monte Renoso.
Défilé des Strette et de l'Inzecca

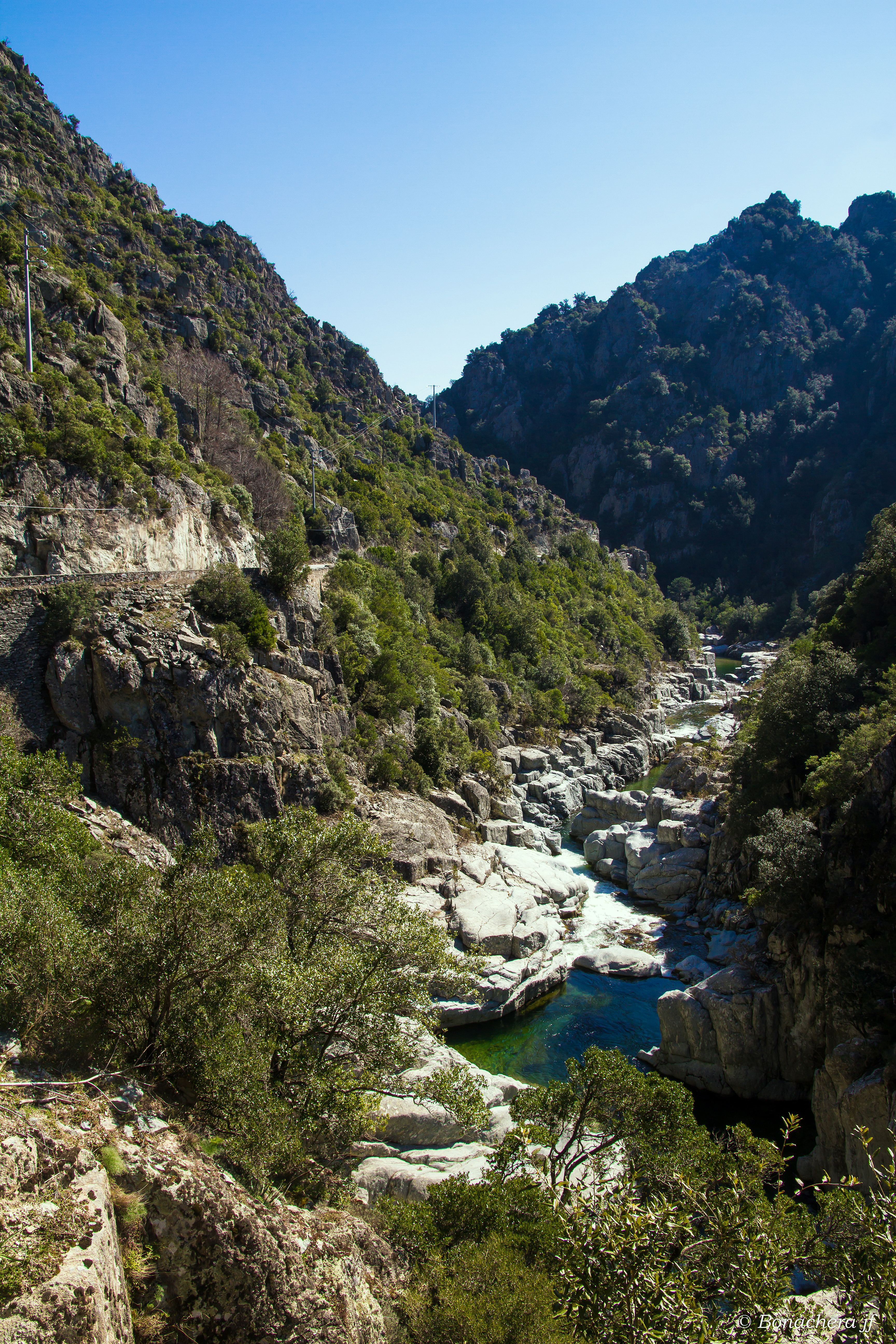
Une vue du défilé de l'inzecca, longé par le Fiumorbo.

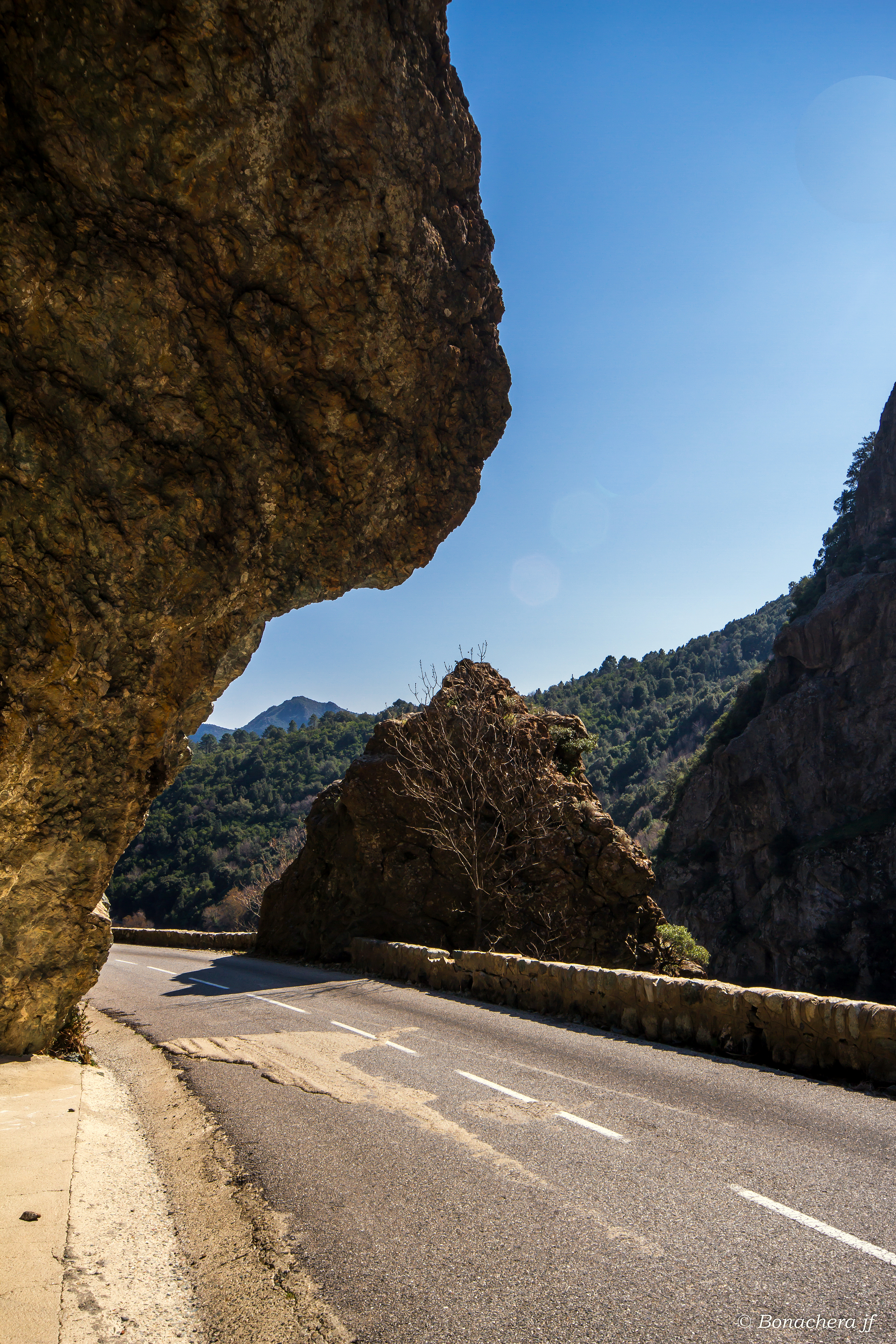
Dans le défilé de l'inzecca.

Cette zone couvre une superficie de 1 745 ha étagée entre 100 et 1 014 m d'altitude, concernant trois communes. Elle se situe à l'est de Ghisoni et comprend une partie du cours du Fiumorbo. Elle fait l'objet de la fiche ZNIEFF 940004218 - Défilé des Strette et de l'Inzecca.
Forêt de Ghisoni
Cette zone couvre une superficie de 2 660 ha étagée entre 800 et 1 565 m d'altitude, concernant la seule commune de Ghisoni. Elle comprend une grande partie de la forêt communale de Ghisoni. Elle fait l'objet de la fiche ZNIEFF 940004169 - Forêt de Ghisoni.
Forêt de Marmano
Cette zone couvre une superficie de 2 660 ha étagée entre 800 et 1 565 m d'altitude, concernant Palneca et Ghisoni. Elle comprend le sud de la forêt communale de Ghisoni et la moyenne partie de la forêt domaniale de Marmano. Elle fait l'objet de la fiche ZNIEFF 940004231 - Forêt de Marmano.
Hêtraie du col de Vizzavona
La hêtraie couvre une superficie de 871 ha étagée entre 880 et 1 620 m d'altitude ; elle occupe le versant nord de la Punta dell'Oriente. Elle concerne Bocognano, Vivario et Ghisoni. Elle fait l'objet de la fiche ZNIEFF 940004212 - Hêtraie du col de Vizzavona.
Sapinière du haut ravin de Marmano
La forêt couvre une superficie de 217 ha étagée entre 1 320 et 1 840 m d'altitude ; elle est située à l'ouest du col de Verde et comprend la partie supérieure du vallon de Marmano. Elle concerne Bastelica, Palneca et Ghisoni. Elle fait l'objet de la fiche ZNIEFF 940004220 - Sapinière du haut ravin de Marmano.

#### Lieux touristiques

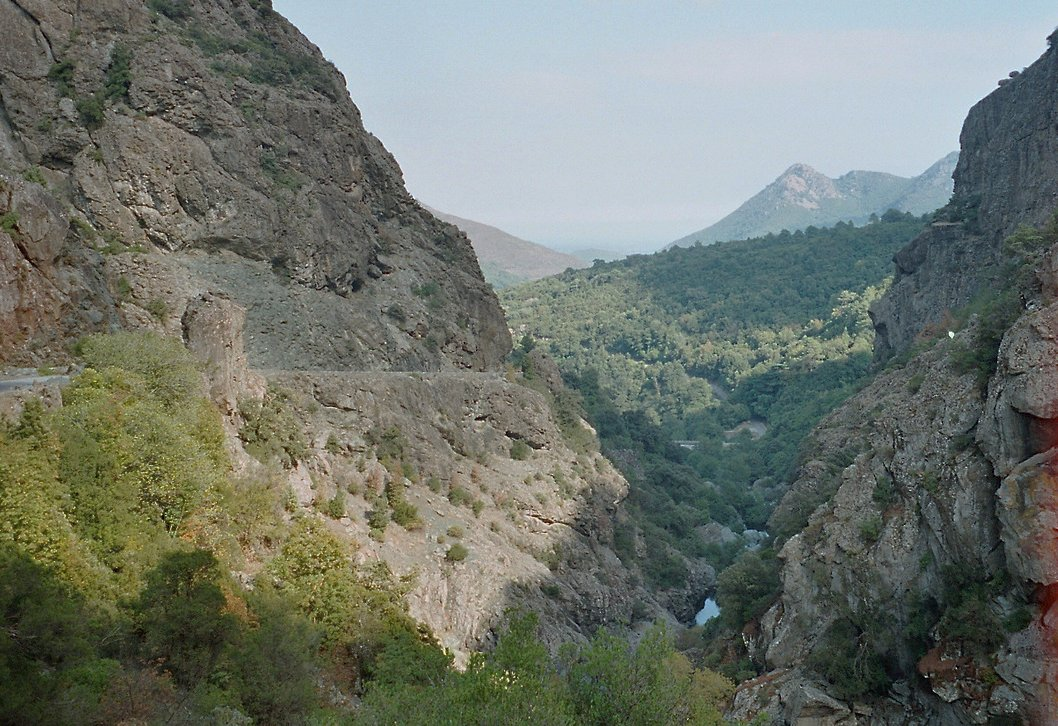
Vue du défilé de l'Inzecca (photo prise en direction de l'est).

Ghisoni est entièrement incluse dans le périmètre du parc naturel régional de Corse. Elle est une des communes les plus riches de Corse en sites naturels :
- Hauts sommets environnants (dont le Monte Renoso, 2 352 m).
- Lacs de haute montagne (lac de Bastani ; lac de Nielluccio ; lac de Rina).
- Haute vallée et source du Fiumorbo et de son affluent le Regolo.
- Nombreux torrents prisés par les estivants (Pin fourchu de Testalu ; la Mine ; Cavu…).
- Défilés des Strette en Corse) (étroits), et de l’Inzecca, en aval sur le Fiumorbo.
- Routes d’accès par les col de Verde (1 285 m) et col de Sorba (1 314 m).
- Territoire forestier (forêts de Marmano et de Canale).

### Personnalités liées à la commune
Le village a donné à la France de multiples polytechniciens, mathématiciens et philosophes. Les bergers de Ghisoni rêvaient tous de l'agrégation pour leurs enfants. « À la fin des années 1960, j'ai été le 80e agrégé du village », se souvient Marie-Jean Vinciguerra, inspecteur général honoraire de l'Éducation nationale.

Un conteneur-poubelle décoré par Nénette.

- Vincent-Marie Costantini[72] (né à Ghisoni le 24 février 1751 - mort à Grenoble le 25 juin 1825) : enrôlé comme simple soldat au Royal Corse en 1769, il gravit tous les échelons de la hiérarchie militaire de caporal (1770) à général de brigade (1803). Fait chevalier puis officier de la Légion d'honneur par Napoléon alors 1er Consul. Retraité le 17 juillet 1810.
- Daniel Farioli (né en 1949) : artiste plasticien proche de l'École de Nice (œuvres dans de nombreux musées dont le Mamac de Nice).
- Pierre Guilhemon (né à Ghisoni le 6 novembre 1904 - décédé à Chalon-sur-Saône le 28 février 1989) : résistant de la Seconde Guerre mondiale, chevalier de la Légion d'honneur, compagnon de la Libération.
- Pierre-Louis Filippi (né à Ghisoni le 19 février 1921 - décédé à Bastia le 29 octobre 2015) : polytechnicien et ingénieur en chef des Ponts et chaussées. Officier de la Légion d'honneur et officier de l'Ordre national du Mérite, à l'origine de la création de la Défense dont il a été directeur général de l'EPAD (Établissement public d'aménagement de la Défense). Directeur général de la commune de Paris.
- Antoinette Charlet-Martelli dite "Nénette"(née à Paris le 27 décembre 1924- décédée à Levallois-Perret le 25 avril 2017) : artiste peintre octogénaire à qui l'on doit la décoration de chacune des poubelles du village, initiative unique en France, très appréciée des visiteurs. Elle aurait également développé la fibre artistique du célèbre styliste et créateur Pierre Hardy.
- Marc-François Martelli (né à Ghisoni le 1er février 1889 - décédé à Paris le 1er mai 1978) : ingénieur général honoraire de la ville de Paris. Officier de la Légion d'honneur. Ancien maire de Ghisoni. Auteur d'une monographie Ghisoni éditée par les Archives départementales de la Corse en 1960.
- Roger Martelli (né en 1950) : historien du communisme, ancien membre du Comité exécutif national du Parti communiste français. Il est codirecteur de la rédaction du mensuel Regards et copréside la fondation Copernic avec Anne Le Strat.
- Raoul-Charles Maymard (né à ... le 1914- décédé à...le ... ) : chirurgien ; fondateur de la clinique Maymard de Bastia.
- Alex Mucchielli, né le 15 mai 1943, fils aîné de Roger Mucchielli, docteur en philosophie, docteur ès lettres et sciences humaines (sociologie), professeur d'université ; auteur de 70 ouvrages (12 traduits en 10 langues dont le chinois, l'espagnol, l'arabe et le russe). En 2011, il est cofondateur, avec son fils Raphaël, d'une start-up de formation à distance.
- Le Vénérable Franceschino de Ghisoni, Franceschinu Mucchielli[73] (né à Ghisoni le 17 décembre 1777 - mort à Civitella, Italie, le 25 janvier 1832). Clerc profès avec le nom de Ours-François. L’Église lui a donné le titre de Vénérable en 1848, premier degré vers la canonisation. Orphelin en 1789, il quitte la Corse pour Rome en 1798. Devenu moine franciscain, en 1800.  Il est sujet à des crises d'épilepsie et ne peut être nommé prêtre. En 1801, il se retire au couvent de Bellegra Civitella, où il décède en 1832. L'héroïcité de ses vertus est proclamée par décret en 1848. Sa statue est érigée sur la place de Ghisoni en 1897 (après la Première Guerre mondiale, elle sera installée au-dessus de la porte principale de l'église). Plusieurs livres retracent sa vie[74],[75].
- Hercule Mucchielli (né à Ghisoni le 10 mai 1903 - décédé à Bastia le 25 décembre 1990) : distributeur et producteur de films, il a dirigé de prestigieuses maisons en France comme Pathé, Universal, Metro-Goldwyn-Mayer et Cocina. Il a aussi créé deux maisons de distribution : Cyrnos Films (L'Île d'amour avec Tino Rossi) et Valoria Films (de 1962 à 1975) avec laquelle il a coproduit ou distribué de grands films populaires (La Grande Vadrouille ; Z ; Le Corniaud ; Le Rapace ; Les 55 Jours de Pékin).
- Jean-Louis Mucchielli (né en 1950), fils de Roger Mucchielli, docteur ès sciences économiques, diplômé de l'Institut d'études politiques de Paris, agrégation de l'enseignement supérieur de sciences économiques. Depuis 1989, professeur à l'université Paris 1 Panthéon-Sorbonne, conseiller culturel à l'ambassade de France au Japon (2004-2006); président du jury d'agrégation de sciences économiques et sociales (2008-2010). Chevalier de l'ordre national du Mérite, commandeur des Palmes académiques, nommé recteur de l'Académie d'Amiens au conseil des ministres du 16 février 2010.
- Roger Mucchielli (né à....le ... 1919 - décédé à ....le ... 1981) : officier dans la division Leclerc et psychosociologue. Participe à la libération de Paris, grièvement blessé au Bourget il reçoit les insignes de commandeur de la Légion d'honneur à titre militaire avec citations. Agrégé de philosophie à l'âge de 30 ans, docteur en médecine en 1959, puis docteur-ès-lettres en 1965, professeur des universités en psychologie, qualifié neuropsychiatre.
- Jacques Philippe Ottavi[76] (né à Ghisoni le 24 juillet 1767 - mort à Montpellier le 13 novembre 1855) : engagé en 1782 au Royal Corse Infanterie. Général de brigade le 22 décembre 1800. Général de division le 20 mai 1808. Lieutenant-général le 11 décembre 1816. Campagnes d'Italie de 1797 à 1800 sous Bonaparte. 12 campagnes, aucune blessure. Chevalier de la Couronne de Fer. Baron du royaume d'Italie et du royaume des Deux-Siciles (21 avril 1813)[77]. Retraité en 1817. Son fils Bonaventure (né à Nice le 18 août 1796), lieutenant, a été son aide de camp à compter du 8 mai 1813.
- Pierre Ottavi  (né le 16 février 1939 à Bastia) Inspecteur général de la police nationale (France). Ancien directeur de la sécurité publique de Paris. Officier de la Légion d'honneur.
- Jean Paolini (né à Ghisonaccia le 3 mars 1921 - décédé à Ghisonaccia le 8 janvier 2015) : Haut fonctionnaire. Préfet de police de Paris du 2 juillet 1973 au 2 mai 1976 et du 17 juillet 1986 au 15 août 1988 et préfet de la Meuse (1965-1967). Grand Officier de la Légion d'honneur et Grand-Croix de l'Ordre national du mérite.
- Nonce Paolini (né à Ivry-sur-Seine le 1er avril 1949 - décédé à Paris le 17 juillet 2024 ) : dirigeant d'entreprises de télécommunication (Bouygues Télécom) et de télévision (Groupe TF1). Chevalier de la Légion d'honneur.
- Jacques-Philippe Pieri[78] (né à Ghisoni le ...1846 - mort à Monaco le 9 avril 1887 ) : Ingénieur. Entre 1867 et 1886 il déposa 12 brevets visant à améliorer les armes à feu (cartouches, mécanismes de mise à feu et d'alimentation, système de visée, fusil...). Ses brevets et inventions (principalement déposés en France et aux États-Unis) lui ont permis de financer la construction en 1878 du "Palazzu", ancien centre administratif du canton de Ghisoni (Notaire, Perception, Tribunal...).
- Roger Romani (né à Tunis le 25 août 1934 - décédé à Paris le 20 février 2025 ) : ministre français des Relations avec le Parlement de 1993 à 1997. Sénateur de Paris entre 1977 et mai 1993, réélu depuis 2002. Conseiller de Paris de 1971 à 2001. Enterré à Ghisoni.
- Marie-Jean Vinciguerra (né à ....le .... 1931 - décédé à Bastia le 13 novembre 2023 ) : inspecteur général de l'Éducation nationale. Il a eu une carrière à la fois universitaire, diplomatique et politique.
- Ange Pancrazi (né à Oran le 26 septembre 1943 - décédé à Valence le 13 mai 2020) : docteur ès Science : Directeur de recherche scientifique au CNRS, a intégré l'Ecole normale Supérieure et la faculté de pharmacie de Paris et l'école Polytechnique, a reçu le prix de la division de chimie organique de la société chimique de France en 2007[79].>>https://www.theses.fr/075896508
- Pietro-Luigi ou Pierre-Louis Bianconi (né à Ghisoni le 22 juillet 1845 - décédé à Dolomieu le 22 septembre 2029) : agrégé ès sciences physiques, inspecteur d'Académie (en poste à Lyon à la fin de sa carrière), officier de la Légion d'honneur[80] ; père d'Antoine Bianconi, ethnologue et écrivain (mort pour la France en 1915), de Marie-Louise Bianconi, épouse du mathématicien Elie Cartan, et de Jeanne Bianconi, mère du philosophe et résistant François Cuzin.